# Naviglio Pavese
Il Naviglio Pavese (in lombardo: Navili de Pavia; in origine spesso identificato come il Canale di Pavia) è un canale artificiale navigabile che scorre da Milano a Pavia e che fa parte del sistema dei navigli di Milano. È largo 10,8 m sul fondo e 11,8 al pelo dell'acqua. Come tutti gli altri navigli, univa la funzione irrigua (che svolge ancora oggi) a quella di via d'acqua. Fu scavato a partire dal 1812 sotto il Regno d'Italia napoleonico e, dopo alterne vicende, inaugurato il 9 agosto 1819 sotto il regno austriaco del Lombardo-Veneto.

## Descrizione generale

### Il forte dislivello e le dodici conche

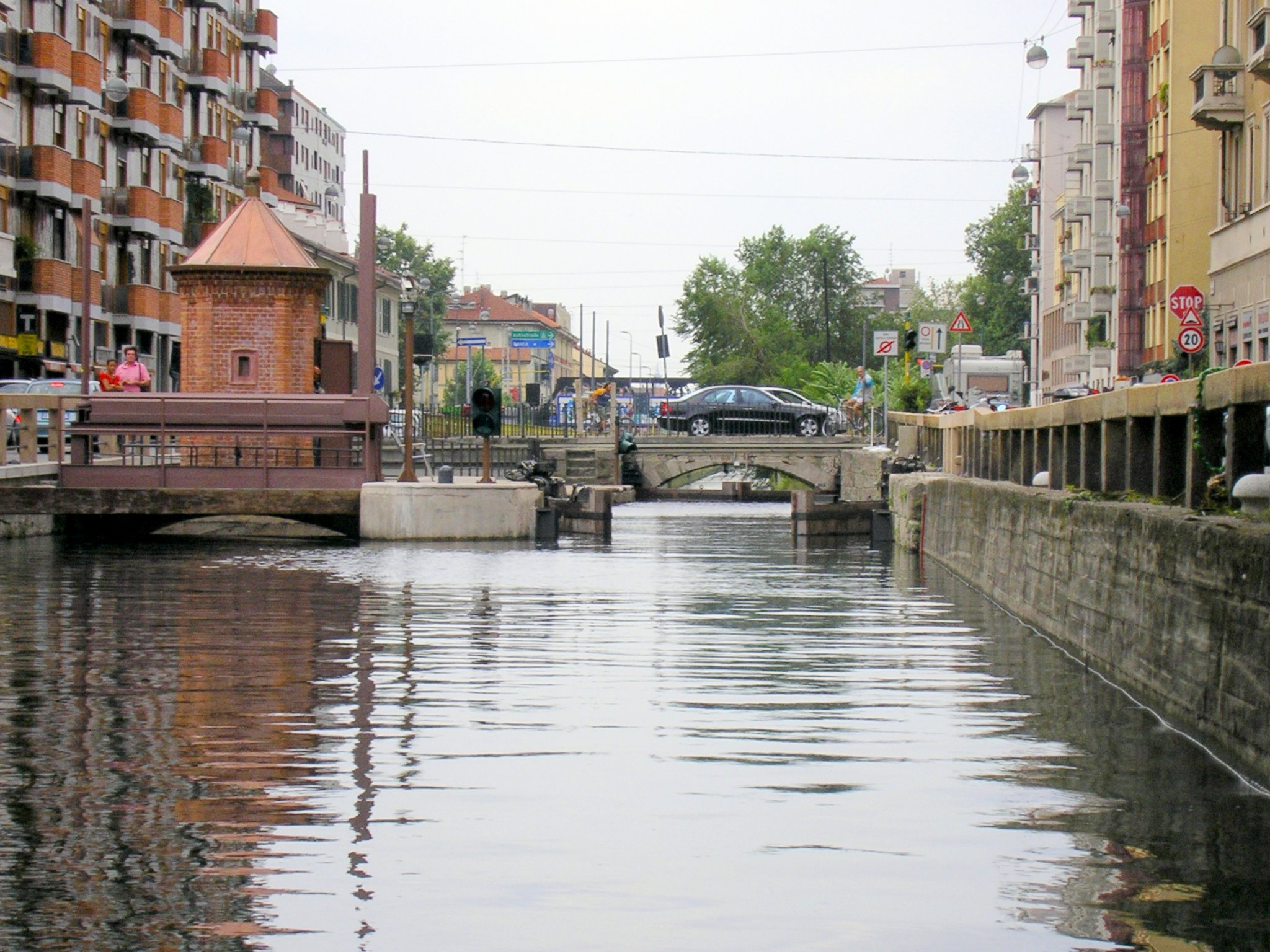
La chiusa della Conchetta a Milano, in fase di apertura a monte. Le particolari saracinesche a equilibrio di forze ideate già da Leonardo permettono a una sola persona di azionare la chiusa con minimo sforzo

Il Naviglio Pavese ha l'incile alla Darsena di Porta Ticinese, che lascia in direzione sud-ovest proseguendo praticamente rettilineo fino a Binasco, al confine della provincia di Milano. Qui entra nel territorio del Pavese volgendo a sud-sud-est e prosegue di nuovo rettilineo sino a Pavia, che attraversa costeggiandone l'antico margine orientale fino a sfociare nel Ticino nella Darsena di viale Venezia.
Fino circa alla metà del XX secolo fu intensamente utilizzato per la navigazione mercantile nonostante la costruzione della tranvia a vapore Milano-Binasco-Pavia, in attività dal 1880 al 1936 lungo il medesimo percorso del canale, avesse già contribuito a ridurre il traffico di merci grazie a trasporti su rotaia più veloci e convenienti. Gli ultimi barconi da trasporto lo percorsero nel 1965; oggi viene utilizzato esclusivamente come canale irriguo, anche se si tenta di ripristinare un servizio di navigazione da diporto ed è tratto fondamentale per l'auspicata idrovia Locarno-Venezia. Il tratto urbano milanese ospitava fino al 2018 diversi barconi, un tempo utilizzati per il trasporto, successivamente ancorati e riadattati a dehors di ristoranti e birrerie, frequentati da clienti soprattutto giovani fino ad ora tarda della notte.
Il naviglio è lungo 33,1 chilometri; il dislivello tra la Darsena di porta Ticinese e il Ticino è di 56,6 metri, dei quali 4,40 sono superati dall'inclinazione del fondo, mentre agli altri 52,2 provvedono dodici conche con cascate, delle quali due doppie. Dal punto di vista idraulico, il tratto fino a porta Stoppa di Pavia (di navigazione e irrigazione, con ben otto conche), lungo oltre 31 chilometri, si distingue dal successivo e brevissimo di sola navigazione (quattro conche con le due doppie) che, pure, supera nei suoi due chilometri scarsi il 40 per cento del dislivello.
L'ultima conca era assai profonda, in modo da potere funzionare sia in regime di massima piena che di estrema magra del Ticino. Dopo quest'ultima conca c'è una Darsena lunga 120 metri e larga 60 che all'epoca della costruzione consentiva l'approdo anche alle più grandi delle navi allora in navigazione sul Po e rendeva agevoli le manovre dei barconi e il trasbordo delle merci.

### Lungo la strada postale

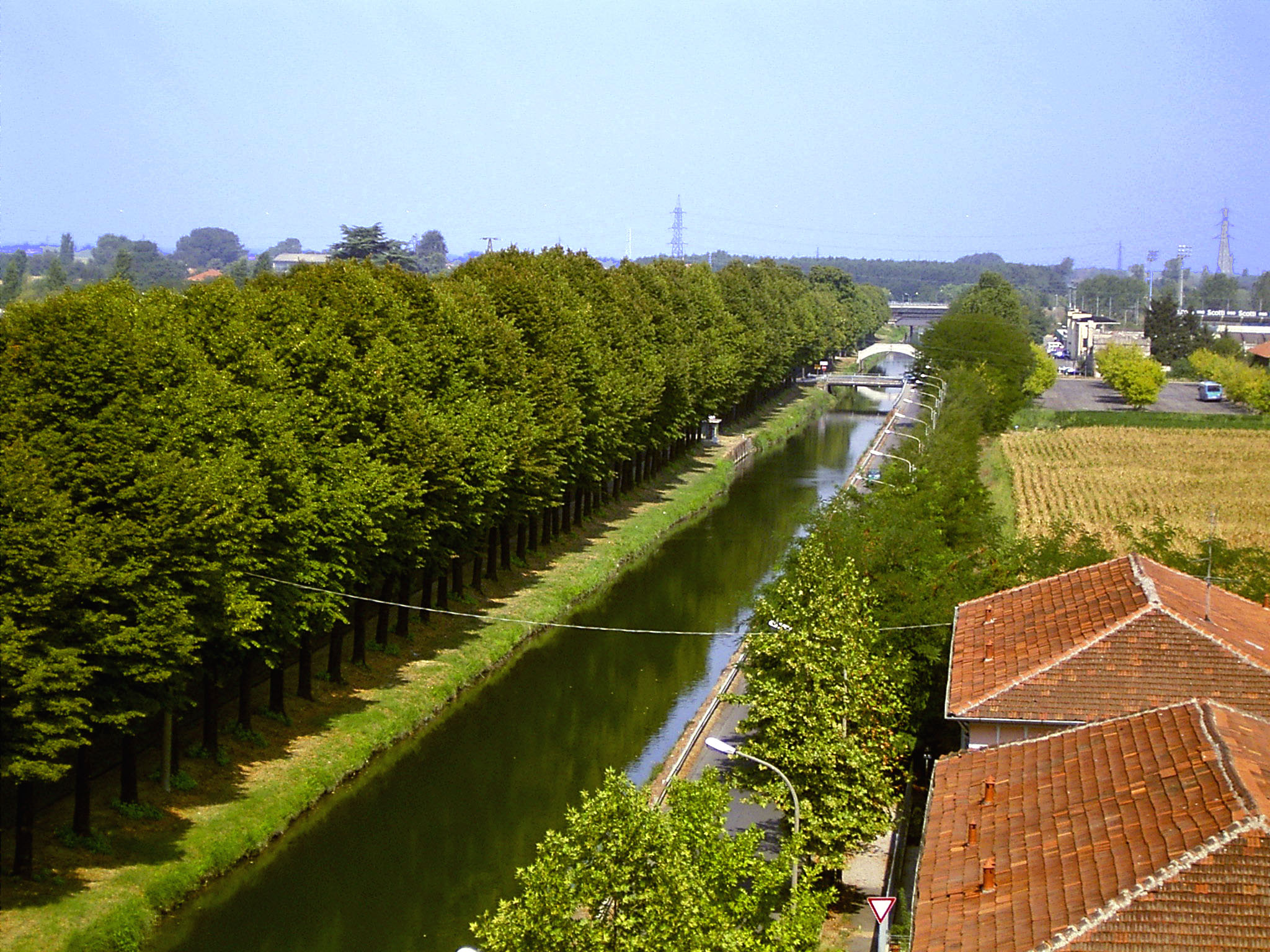
Il Naviglio Pavese a Pavia, Viale Repubblica

La tranvia a vapore per Pavia, attiva dal 1880 al 1936, seguiva il percorso del naviglio in parte costeggiandone le sponde, che sono conosciute come "ripe" (ovvero "rive")

Benché costruito attraverso un territorio già ben adacquato da secoli, il naviglio Pavese lascia sul suo percorso i tre quinti dell'acqua ricevuta a Milano e ciò ha permesso l'irrigazione di altri cinquemila ettari di coltivazioni estive e di cento ettari di prato perenne, attraverso venti bocche permanenti e cinque stagionali.
L'intero canale è munito di solo tre scaricatori, il primo allo scavalcamento del Lambro meridionale, il secondo a Porta Stoppa e il terzo direttamente in Ticino. Questo perché, come vedremo, le modalità costruttive sono state tali da rendere assai remote le ipotesi di piene disastrose. Ogni conca, in uscita, è scavalcata da un ponte in modo tale che il canale disponga in ogni suo tratto di alzaie su ambo le sponde, a garanzia di navigabilità continua e di facilità di accesso per la manutenzione e le eventuali riparazioni.
La scelta di costruirlo a fianco della "strada postale per Pavia e Genova" (lasciandola in sponda sinistra fino a Binasco e successivamente in sponda destra) fu in parte dettata da questa esigenza, sebbene la principale fosse quella di far coincidere gli attraversamenti dei numerosi corsi d'acqua trasversali con quelli già costruiti per la strada che era ogni volta sottopassata con tombe e sifoni.
Le opere esistenti furono naturalmente ampliate, ma non costruite ex novo con un notevole risparmio sui costi ed evitando l'apporto di acque che potessero turbare il regolare flusso dell'idrovia.

## Storia

### Il Navigliaccio e il Naviglio di Bereguardo

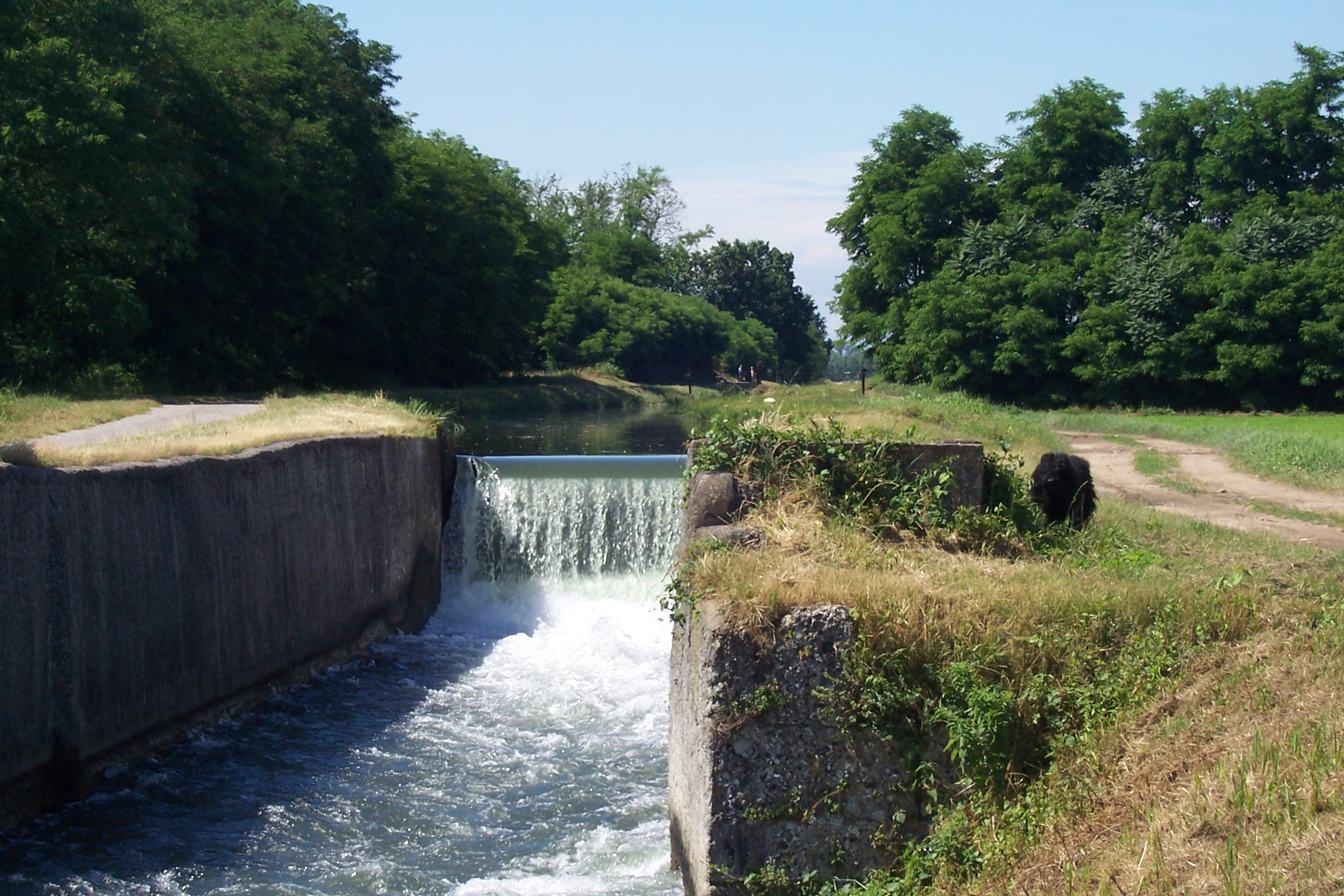
Opere in muratura e la soglia sul naviglio di Bereguardo

L'esigenza di Milano di essere collegata al mare, che si era realizzata in tempi remoti attraverso la Vettabbia e il Lambro, era affidata, dal 1470, al Naviglio di Bereguardo, un percorso disagevole per il tratto stradale che divideva il canale dal Ticino con estenuanti trasbordi a dorso di mulo o addirittura il traino di barche cariche dal fiume al canale, ma ciò consentiva a Pavia un completo controllo sui traffici da e per Milano.
Esistono testimonianze, tra le altre di Bernardino Corio, storico milanese (1459-1519), che Galeazzo II Visconti abbia fatto costruire, nel 1359, un naviglio tra Pavia e Milano avente la funzione di canale irrigatore destinato a portare l'acqua al Parco della Vernavola, area verde che si estende dal castello Visconteo di Pavia a oltre alla moderna Certosa di Pavia.
Il canale, a cui fu poi dato il nome di "Navigliaccio", venne scavato da Pavia a Binasco, comune distante 23 km da Milano, senza proseguire i lavori fino al capoluogo meneghino a causa delle difficoltà tecniche riscontrate lungo il percorso: i dislivelli da superare nell'ultimo tratto verso Milano erano troppo elevati, e quindi insuperabili, per i mezzi ingegneristici dell'epoca. A quei tempi non erano infatti ancora state inventate le conche di navigazione.

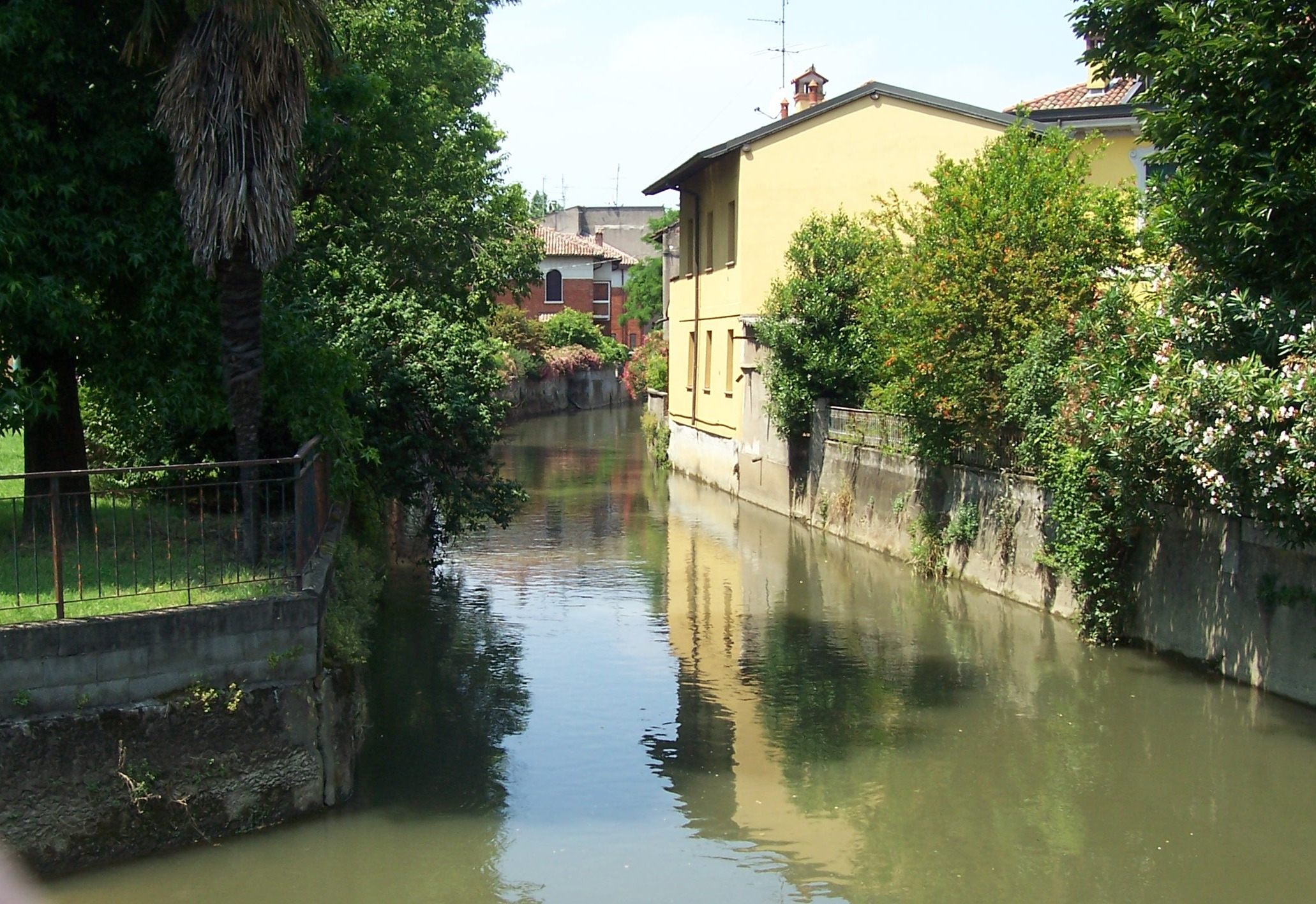
Il Navigliaccio nel centro di Binasco

Diverso quanto accaduto sotto il ducato di Francesco Sforza, che ordinò nel 1457 che si costruisse un naviglio da Milano a Pavia per viam Binaschi et Bereguardi, seguendo le indicazioni di Bertola da Novate. Dieci anni dopo, il Magistrato delle ducali entrate affida ad Andrea Calco, detto il Pelanda, la manutenzione e il mantenimento del "nuovo naviglio", che appare navigabile anche in tre lettere successive 1473-1475 di Gabriele Paleari, segretario di Galeazzo Maria Sforza.
Ce n'è abbastanza per arrivare a concludere, come fa il Cattaneo, che si trattasse del canale irriguo voluto da Galeazzo II e completato dal figlio Gian Galeazzo, reso navigabile da Pavia a Binasco, alimentato dal Canale Ticinello, noto come "Navigliaccio" (il sottile tratto blu sulla mappa iniziale in alto a destra, da Binasco a ovest di Pavia). A conferma di ciò, vanno segnalati alcuni ritrovamenti compiuti un secolo dopo dagli ingegneri Giuseppe Meda e Francesco Romussi proprio sul Navigliaccio, dove furono individuate le vestigia di alcune conche di navigazione. Furono l'incuria dei magistrati e gli eccessivi prelievi d'acqua a renderlo non più navigabile e a comprometterne a tal punto la situazione che venne sostituito prima dal Naviglio di Bereguardo e poi dal Naviglio Pavese.
Quando fecero le loro scoperte, il Meda e il Romussi stavano lavorando alla ricerca di una via diretta al Ticino, in alternativa proprio al naviglio di Bereguardo. Tale ricerca si era resa particolarmente necessaria a seguito di una furiosa piena del Ticino, che aveva messo fuori uso le strutture di derivazione del Naviglio Grande. Nel 1579, il Meda ricevette l'incarico ufficiale e presentò un progetto che prevedeva per l'intera opera una spesa di 76.500 scudi, ma ci vollero ben diciannove anni perché arrivasse l'approvazione regia, e quello stesso anno (1598) Filippo II morì e l'anno successivo scomparve il Meda.
Nel 1600 diventa governatore di Milano il conte di Fuentes che, riottenuta l'approvazione da Filippo III, affida i lavori ad Alessandro Bisnati e al Romussi l'anno successivo. L'opera sarà finanziata per 50.000 scudi dal governo con un prestito in obbligazioni e al restante dovranno pensare le comunità e i privati con pesanti tasse di miglioria. Il futuro Naviglio Pavese fu quindi scavato ex novo perché ritenuto più conveniente rispetto al ripristino della navigabilità sul Navigliaccio.

### Il prematuro trofeo

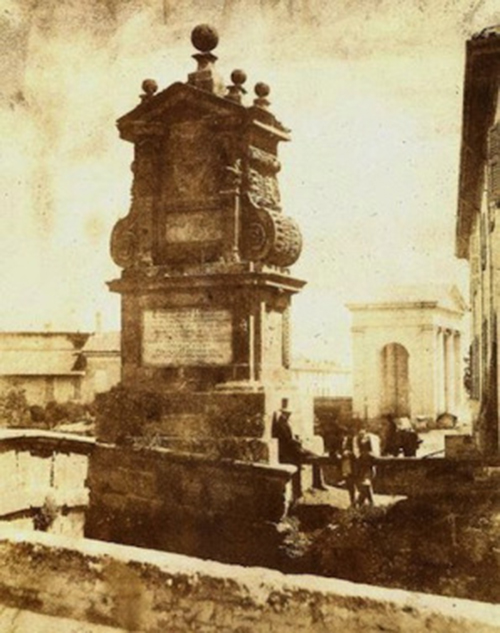
Il Trofeo che era collocato fino al 1872 sull'incile del Naviglio Pavese ritratto su una delle prime foto di Milano (1845 circa)

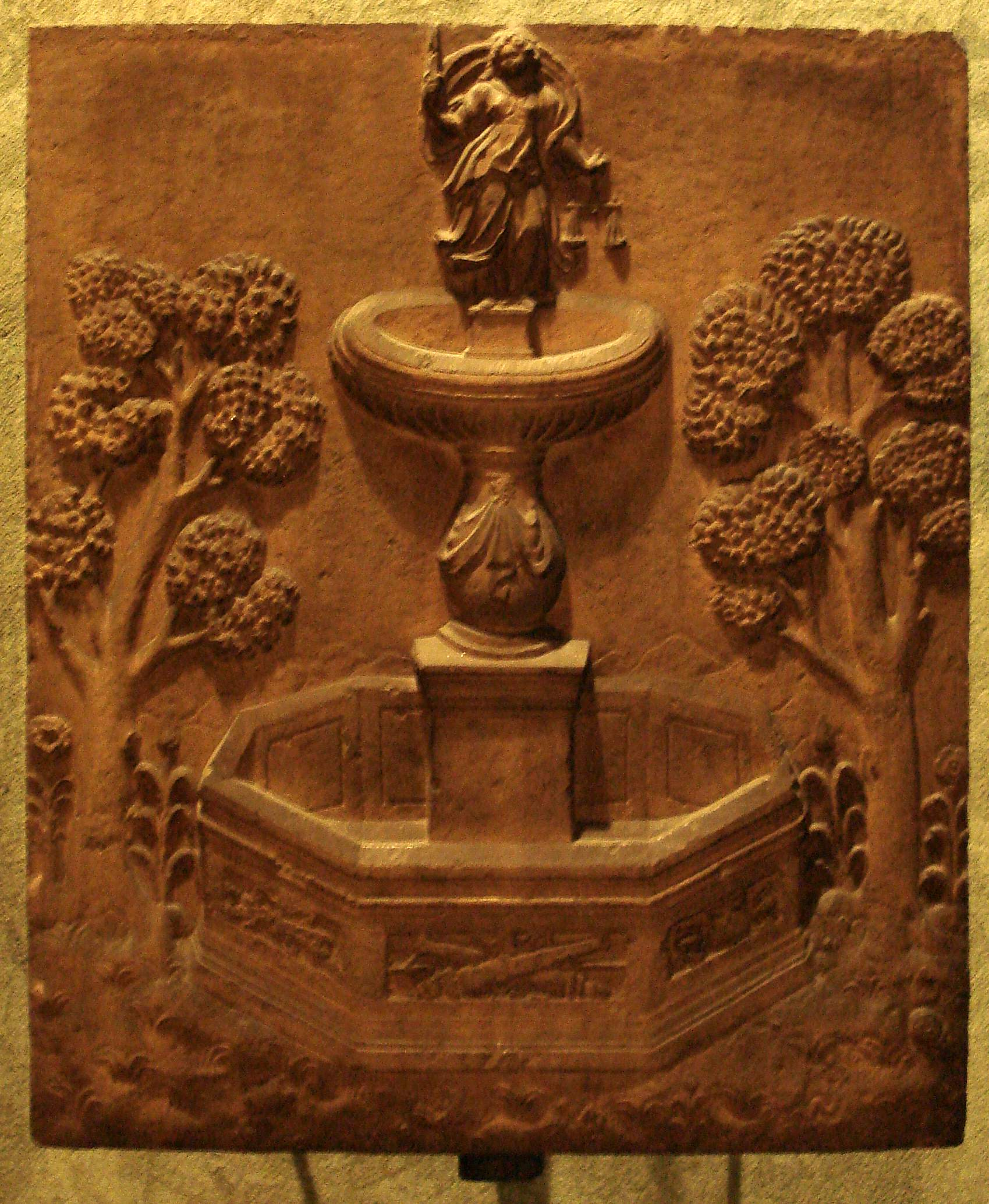
Dettaglio dal monumento eretto da Fuentes (1601) per il (preteso) completamento del naviglio pavese.

I cantieri procedono speditamente e per festeggiare il completamento della seconda conca, in coincidenza col superamento del Lambro meridionale, vengono indetti grandi festeggiamenti e il Fuentes, che Cesare Cantù non esiterà a definire borioso, più sollecito a decretarsi onori che a meritarseli, si farà erigere un monumento (trofeo) che celebrava il congiungimento dei laghi di Como e Maggiore via Po con il mare sul ponte sotto cui nasce il naviglio. Il trofeo, che prese il nome di Trofeo Fuentes, rimase in quel luogo fino al 1872 dando la denominazione al ponte su cui sorgeva, che è conosciuto ancora oggi con il nome di ponte del Trofeo.
Per la verità non sono state costruite soltanto le due miglia di canale che conducono alla conca, ma è stata ampliata la Darsena e scavati vari segmenti di canale lungo l'intero percorso e i cantieri sono ben riforniti dei materiali occorrenti, ma protestano i pavesi, che temono una diminuzione di ruolo per la loro città, e i proprietari terrieri per le tasse e, soprattutto, sono i conti che non tornano. 
Così, alla morte del Fuentes nel 1610, il governo spagnolo chiede ai responsabili dei lavori un dettagliato rendiconto contabile ed economico, sospendendo contemporaneamente i lavori. Al momento risultano spesi 111.450 scudi e una disponibilità di altri 114.505, quanto basta per pagare i debiti e portare il canale almeno sino a Pavia, ma la Camera regia, pressata da esigenze di ordine bellico, con decreto del 28 novembre 1611 sospende definitivamente i lavori, vende diritti d'acqua e materiali e destina all'irrigazione i tratti di canale realizzati fino a quel momento.
Nei decenni successivi si registrano altri due tentativi per riprendere la realizzazione dell'opera; il primo nel 1637, quando la giunta governativa riesamina il problema; il secondo nel 1646, quando una sorta di consorzio tra utilizzatori e costruttori propone di gestire, come proprietario provvisorio, l'intero sistema dei navigli che restituirà allo Stato, al termine della concessione, arricchito del naviglio pavese. La proposta piace al Magistrato delle acque, ma ragioni politiche e militari la fanno bocciare. Non se ne parlerà più e l'intera vicenda resterà come un esempio paradigmatico del modo di governare degli spagnoli: un'opera che, giunta a metà, non fu mai conclusa, gettando al vento tutte le risorse impegnate fino a quel momento. 
Per i milanesi, quella conca nel nulla divenne la Conca Fallata, nome che ancora oggi conservano la conca stessa e il quartiere circostante, e quell'aggettivo, solitamente tradotto con sbagliata, in realtà esprime un giudizio popolare ben più severo di una banale valutazione tecnica.

### Da Maria Teresa a Napoleone

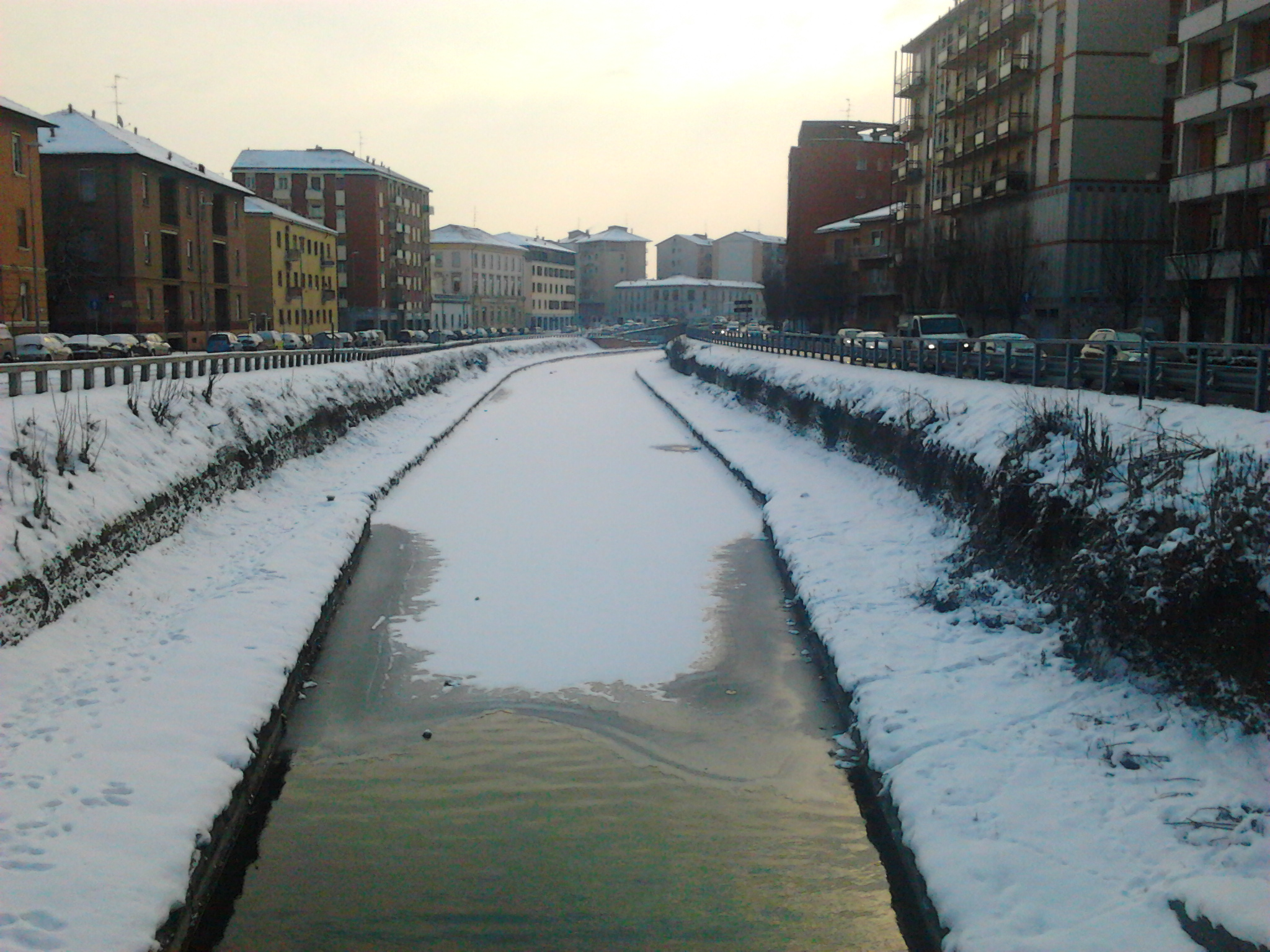
Il Naviglio Pavese ghiacciato in viale Canton Ticino a Pavia

Nel 1706 alla dominazione spagnola subentra quella austriaca che durerà praticamente per l'intero secolo. L'assolutismo illuminato di Vienna crea le condizioni per la ripresa del territorio e dell'economia, ma le guerre assorbono molte risorse e dei navigli si tornerà a parlare solo dopo il 1770. 
L'imperatrice Maria Teresa, dopo le relazioni in merito di Paolo Frisi scriveva nel 1773 al viceré arciduca Ferdinando "...quindi vogliamo e ordiniamo...che si debba formare il canale navigabile da Milano a Pavia e che si debba pure intraprendere quanto sarà necessario per rendere navigabile l'Adda da Lecco sino al Naviglio della Martesana".

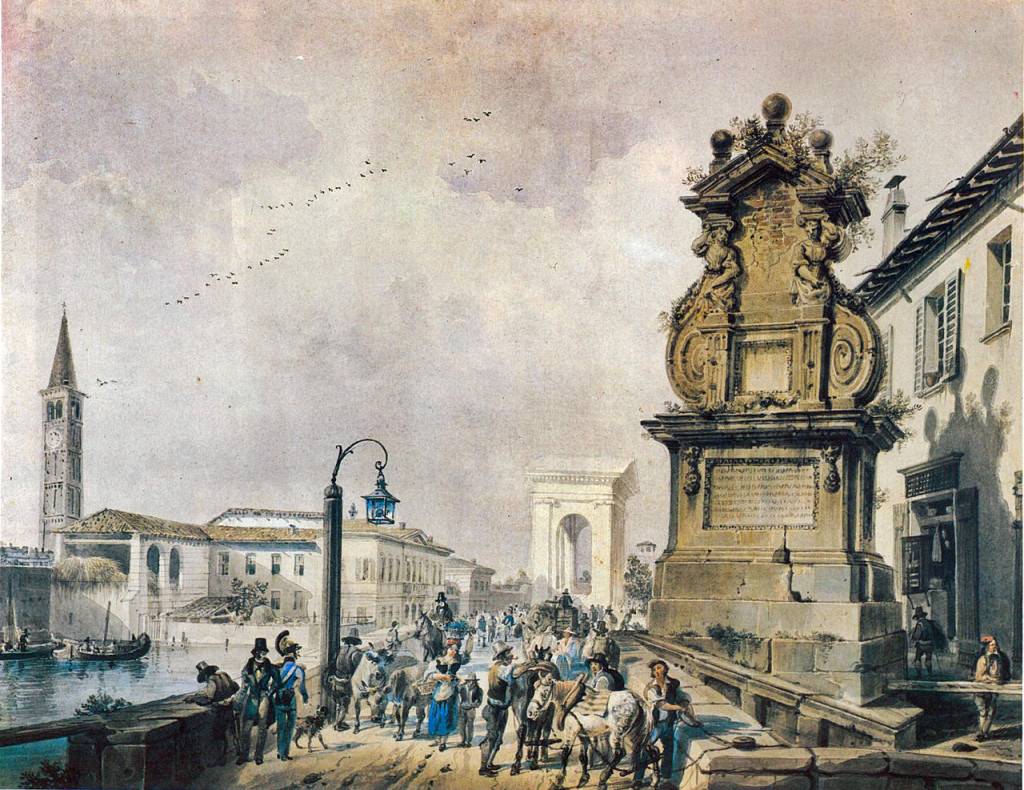
L'incile del Naviglio Pavese dal ponte del Trofeo alla Darsena di Milano. Sulla destra, il Trofeo Fuentes, che è stato rimosso nel 1872

Il governo austriaco, però, non ritenne di potere affrontare l'onere di entrambe le opere contemporaneamente e tra le due scelse, com'era prevedibile, quella che dirigeva verso i propri confini attraverso i Grigioni. La scelta soddisfece solo i pavesi, che ancora una volta e adducendo le solite motivazioni si erano opposti alla realizzazione del canale, sostenendo in più che le esigenze di trasporto erano pienamente soddisfatte dal naviglio di Bereguardo.
Nel 1797 è Napoleone a conquistare Milano che diventa la capitale di uno Stato satellite della Francia. Con la costruzione della strada del Sempione tra il 1800 e il 1805 diventa naturale pensarne un'estensione verso il Po e il mare attraverso il naviglio Pavese e sarà lo stesso Napoleone a stabilirne la costruzione, con un decreto emanato il 20 giugno 1805 da Mantova. Perentorio il testo del decreto: "Il canale da Milano a Pavia sarà reso navigabile. Mi sarà presentato il progetto avanti il 1º ottobre e i travagli saranno diretti in modo da essere terminati nello spazio di 8 anni". A dirigere l'impresa fu chiamato il rettore dell'Università di Pavia, Vincenzo Brunacci, coadiuvato dagli ingegneri Angelo Giudici (che nel 1809 fu sostituito da Carlo Parea) e Fioravanti Giussani.

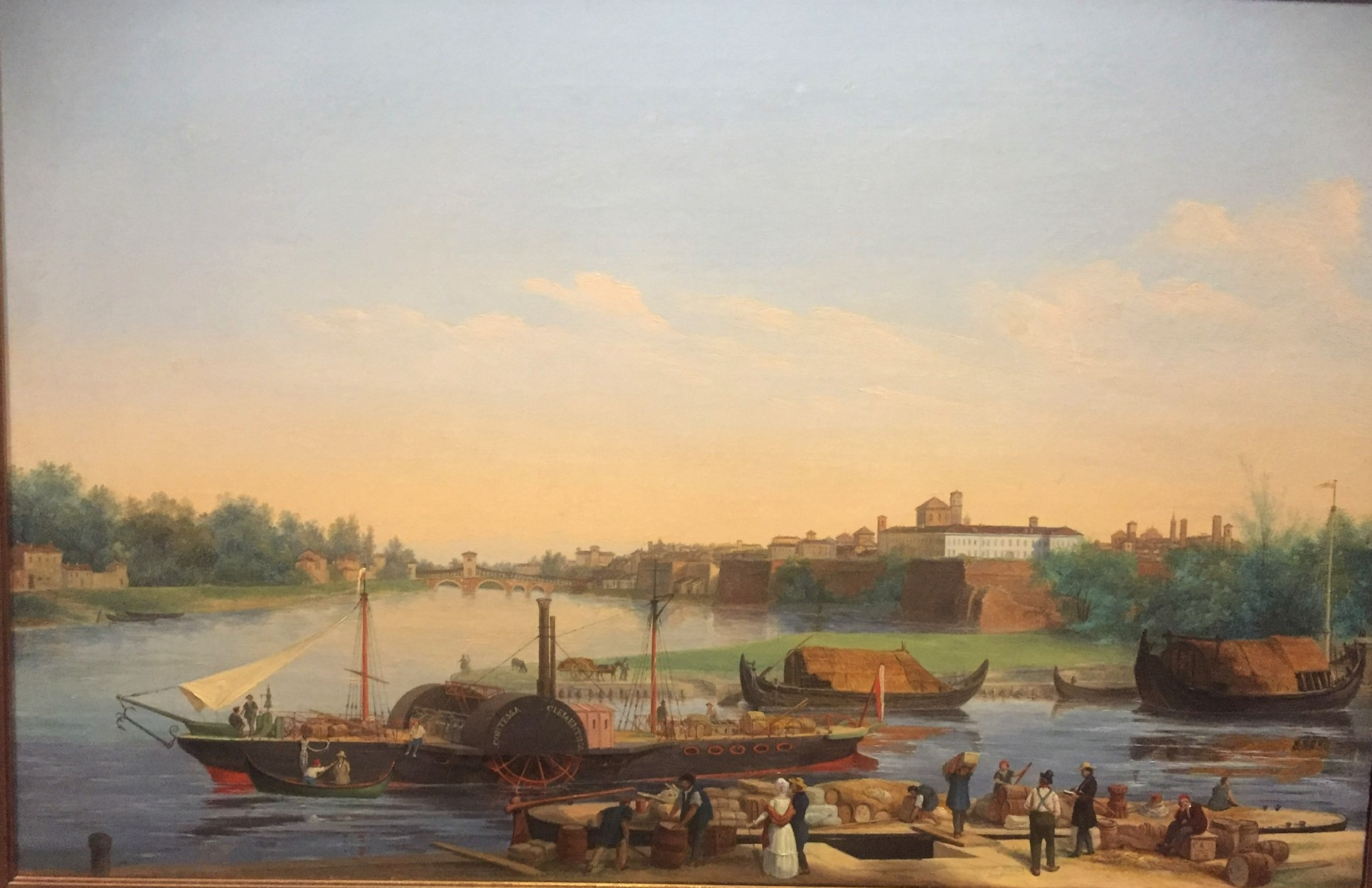
Francesco Trecourt, La darsena di Pavia alla confluenza del Naviglio Pavese nel Ticino con il piroscafo Contessa Clementina, 1859 circa, Pavia, Musei Civici.

Viene sostanzialmente ripreso il progetto del Frisi e dopo una serrata disputa con Gaspard de Prony, eclettico scienziato francese responsabile in patria per i porti e i canali e investito dal Bonaparte della supervisione del progetto, i lavori partirono nel giugno del 1807, si interruppero dal 1813 al 1817 per la caduta di Napoleone, e furono conclusi a metà del 1819. L'arciduca Ranieri, viceré del nuovo regno Lombardo-Veneto, poté inaugurare solennemente la via d'acqua il 16 agosto dello stesso anno. Già nel 1820, alla confluenza del naviglio Pavese nel Ticino, nella darsena di Pavia, cominciarono a operare i primi piroscafi a vapore, e, tra il 1854 e il 1859, il Lloyd Austriaco organizzò una regolare linea di navigazione, sempre tramite piroscafi a vapore, tra Pavia, Venezia e Trieste, collegando così definitivamente (grazie al Naviglio Pavese) Milano al Mar Adriatico.

### A lavori conclusi

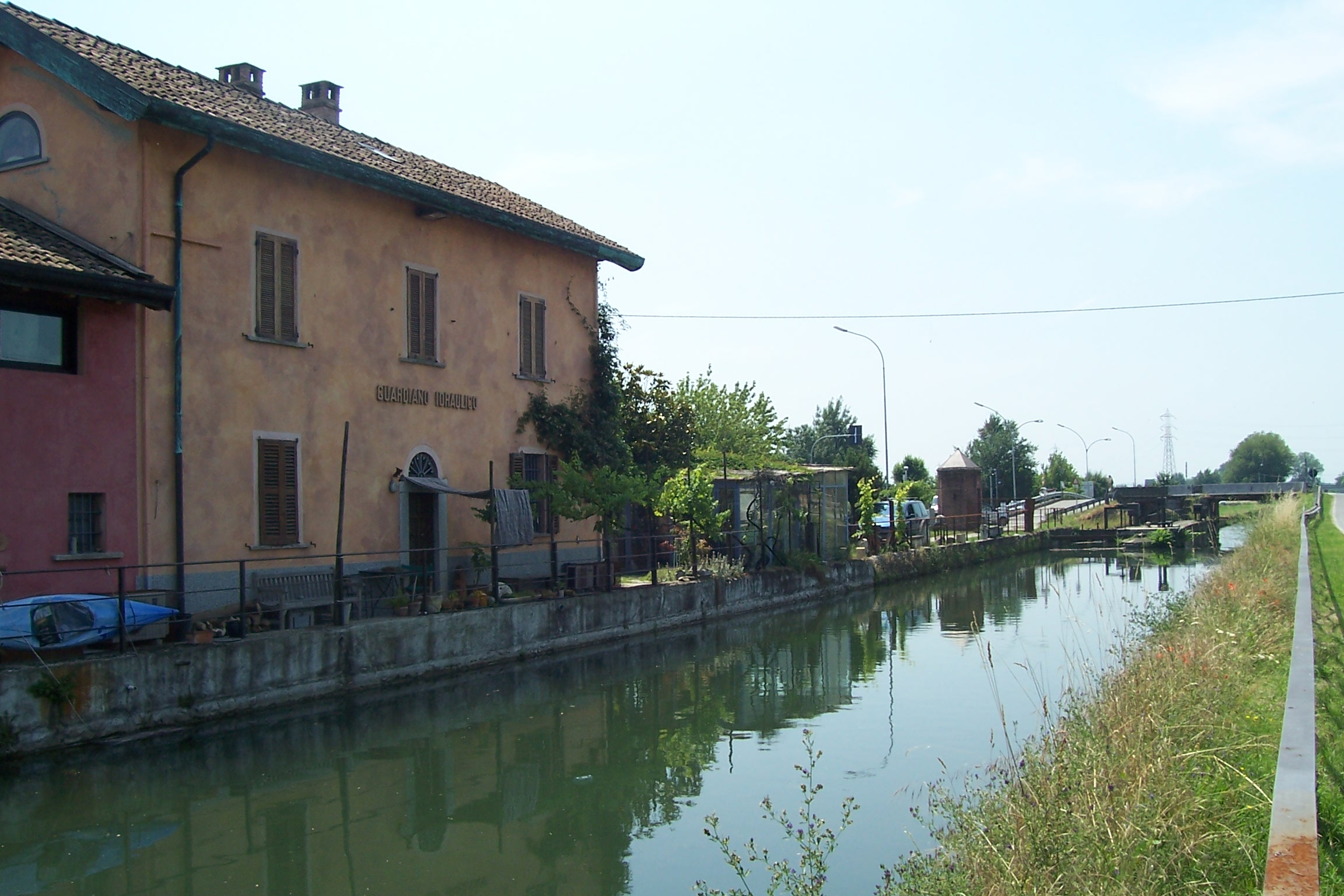
La casa del custode alla conca di Moirago

A opera ultimata, è interessante un raffronto tra due preventivi di spesa e il consuntivo. Nel 1773 Paolo Frisi aveva presentato all'imperatrice Maria Teresa una previsione di spesa di 2.646.000 lire milanesi. Trentadue anni dopo 1805 Vincenzo Brunacci comunica all'imperatore un preventivo di 6.200.188 lire e, a consuntivo, i costi ammontano a nove milioni e mezzo di lire milanesi, come ci relaziona diligentemente Carlo Cattaneo. Ma quanto valeva una lira milanese? Ecco una comparazione dei valori delle lire austriaca, milanese e italiana, ricordando che allora i "cambi" erano fissi e dipendevano dal contenuto in metallo prezioso fino (oro o argento) di ogni singola moneta. 1 lira austriaca = 0,87 lire italiane; 1 lira milanese = 0,7680 lire italiane; di conseguenza, 1 lira milanese = 0,88275 lire austriache.

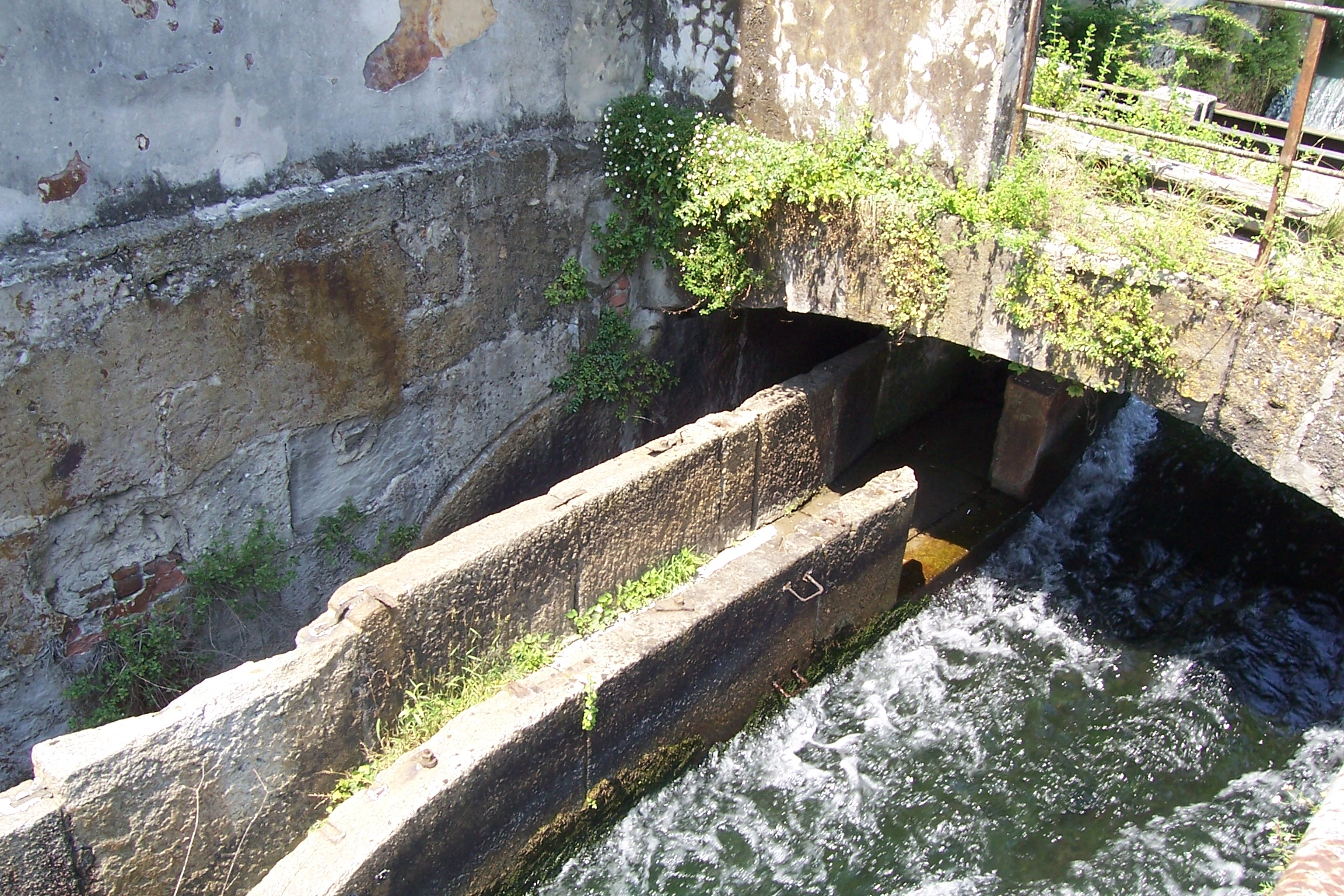
L'alloggiamento di una ruota idraulica alla conca di Nivolto

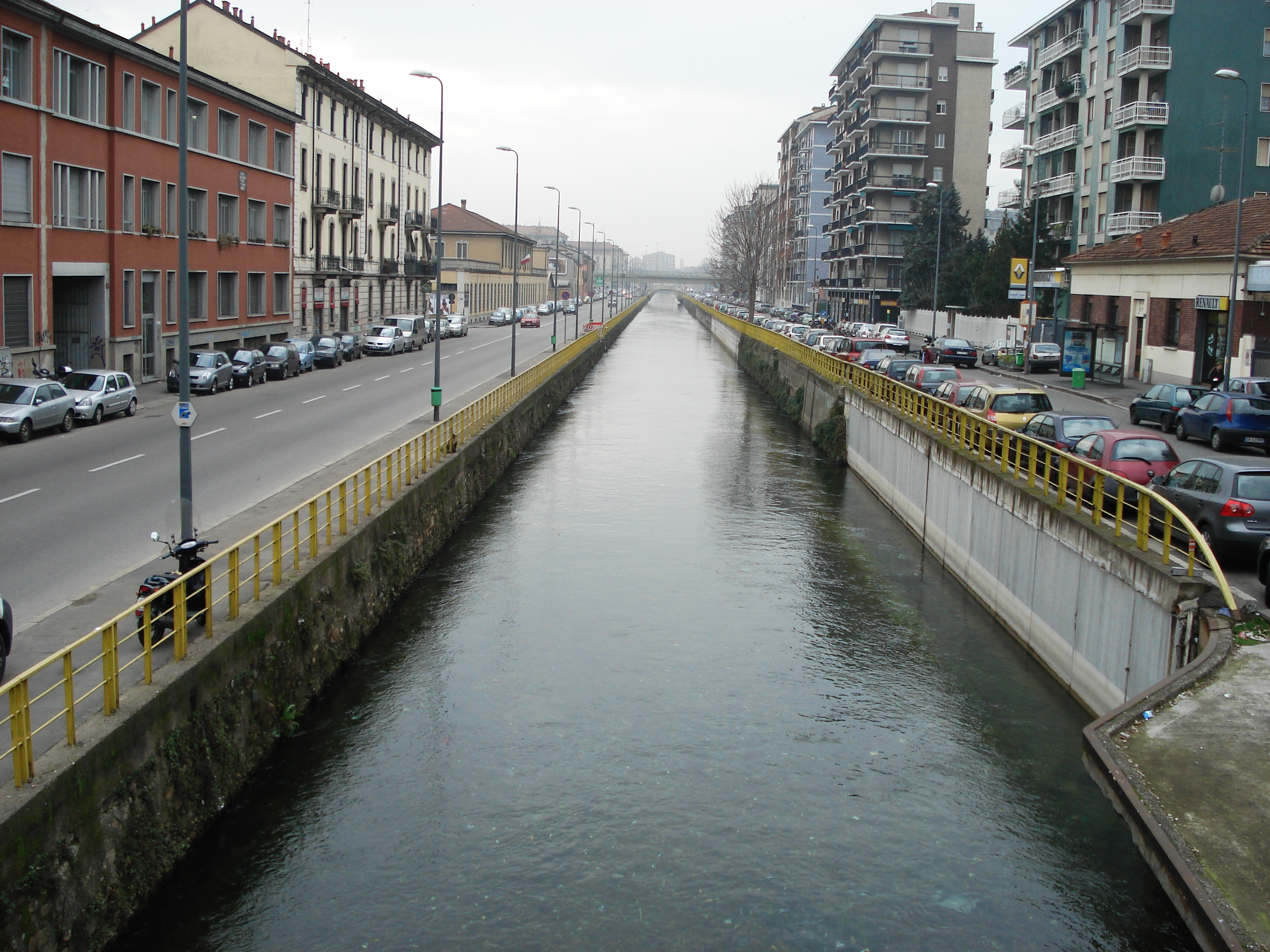
Il Naviglio Pavese a Milano

I parametri di cambio, come informa l'Autore, sono a loro volta tratti dall'art. 20 della Sovrana patente dell'Augustissimo nostro Sovrano Imperatore e Re, dato da Vienna 1. novembre 1825. La lira italiana era quella coniata da Napoleone nel 1808, introducendo per la prima volta il sistema decimale; presa come modello dallo stato sabaudo, divenne nel 1861 la moneta nazionale. Fatti i debiti calcoli, il naviglio Pavese, comprese le spese di riadattamento del Naviglio Grande per adeguarne la portata, venne a costare 7.296.000 lire italiane. Sempre il Cattaneo ci fa sapere che per la manutenzione ordinaria del naviglio, con due asciutte annuali (il mese di marzo in primavera e una settimana in settembre) vengono pagate annualmente all'appaltatore 33.000 lire milanesi.
Ogni conca ha un custode, alloggiato in un'apposita casa, responsabile della navigazione e del tratto di naviglio attiguo, inoltre vi è un incaricato per il funzionamento del ponte galleggiante e girevole di Badile e un altro per la supervisione dell'ultimo tratto prima del Ticino: quattordici persone alloggiate e stipendiate per un totale di 10.000 lire all'anno. Nella stessa epoca, un muratore percepiva un salario giornaliero di 1,63 lire, un portiere da 3 a 400 lire al mese e un usciere poteva raggiungere le mille.
Le conche sono di facile manovrabilità e il riempimento e svuotamento assai rapidi: non vi sono più sportelli parziali sulle chiuse, ma valvole costituite da due cilindri concentrici cavi, l'uno fisso e l'altro, interno, girevole; entrambi sono dotati di aperture che se coincidono liberano il flusso e se sono contrappose lo bloccano.
A Rozzano il naviglio dà energia alla vecchia filanda, a Torre del Mangano (Certosa di Pavia) dal 1929 i mulini crescono di dimensione e si avviano a essere una vera e propria industria, ma un po' ovunque, nei bacini liberi che scorrono accanto alle conche, vengono installate ruote idrauliche di disegno più moderno e di migliore efficienza.
Utilizzando il sistema delle chiuse, la Conca Fallata, con i suoi 4,80 metri di salto è la più capace. Si riempie in quattro minuti e si svuota in sei con un solo manovratore e senza l'aiuto di altri meccanismi. Resterà inutilizzata fino a quando (1840) nei pressi si insedieranno le Cartiere Binda, chiuse nel 1997. Al dislivello del suo salto viene accreditata una potenza di 300 CV.

## La navigazione

### Barche più grandi

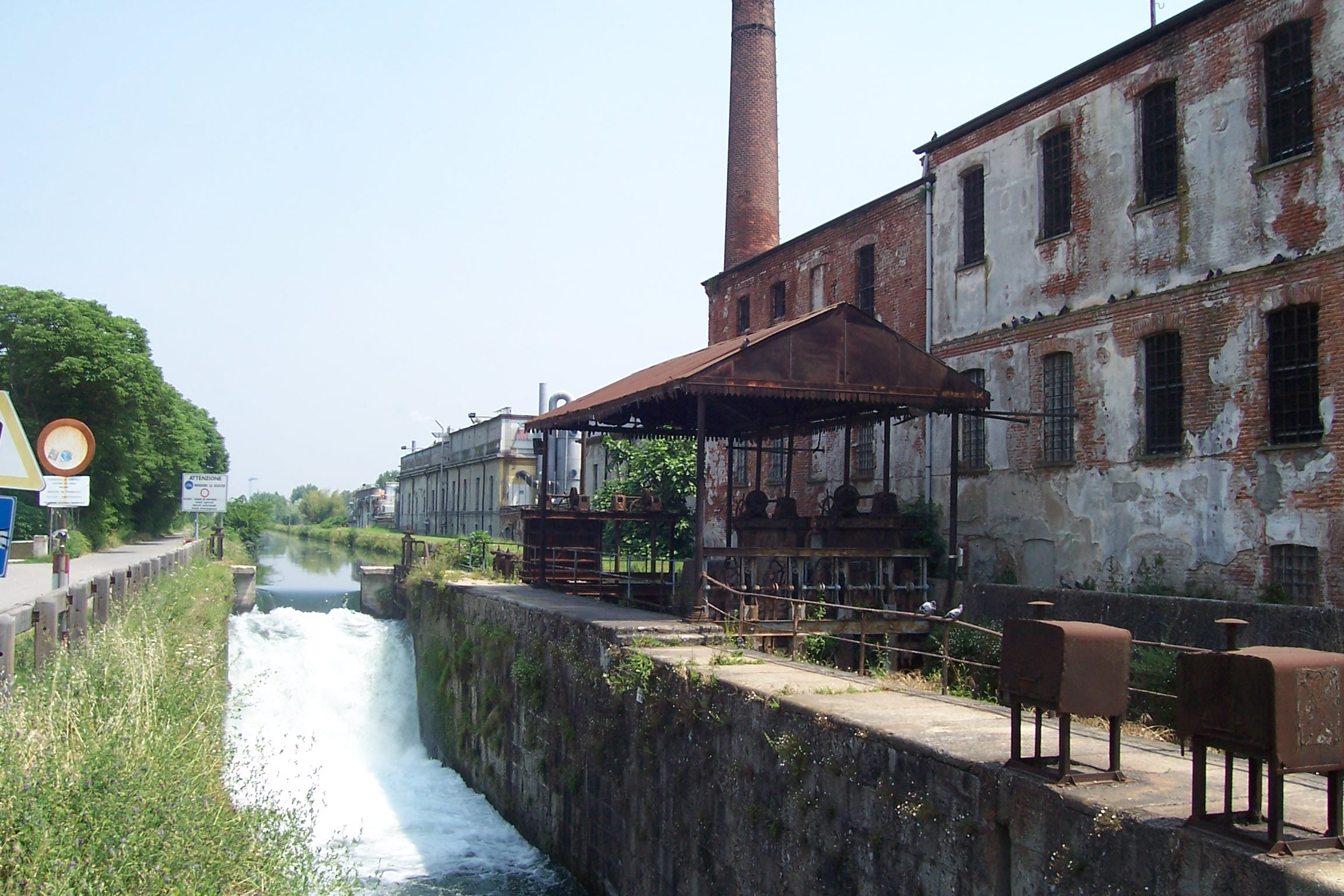
Rozzano, la conca della vecchia filanda. A destra le prese per lo stabilimento

Quando la filanda funzionava.

All'atto della costruzione definitiva non si procedette più alla realizzazione di segmenti isolati da congiungere in un secondo tempo, ma si proseguì linearmente, prolungando via via gli scavi e aprendo al traffico il tratto precedente. Così nel 1809 si navigava fino a Rozzano, l'anno successivo fino a Moirago, nel 1811 a Binasco e nel 1813 fino a Torre del Mangano, sette chilometri da Pavia. 
A questo punto si assistette a un evento impensato: i trafficanti disertarono immediatamente il naviglio di Bereguardo e si offrirono di costruire a proprie spese una strada che dalla Certosa discendesse direttamente al Ticino e la città di Pavia costruì una fila di case sul percorso del canale davanti alle proprie mura. Era l'ultimo tentativo di riproporre, spostata di pochi chilometri, la situazione quo ante. I lavori erano fermi per la caduta di Napoleone, ma ripresero ben presto sul tracciato previsto, anche se gli scavi si tennero all'esterno della fossa di Pavia.
Con l'apertura dell'ultimo tronco, si videro apparire sul naviglio anche barche diverse e più grandi, fino ad allora caratteristiche solo del basso Ticino: la "barca pavese" o magano, con lo scafo lungo 26 metri e largo 5,60 e capace di trasportare fino a 100 tonnellate e il burchiello o saranno, simile alla cagnona ma con le estremità più basse sull'acqua e capace di 55 tonnellate e la corriera pavese derivata dalle imbarcazioni della Laguna Veneta e caratterizzata da una tuga che proteggeva merci e passeggeri.

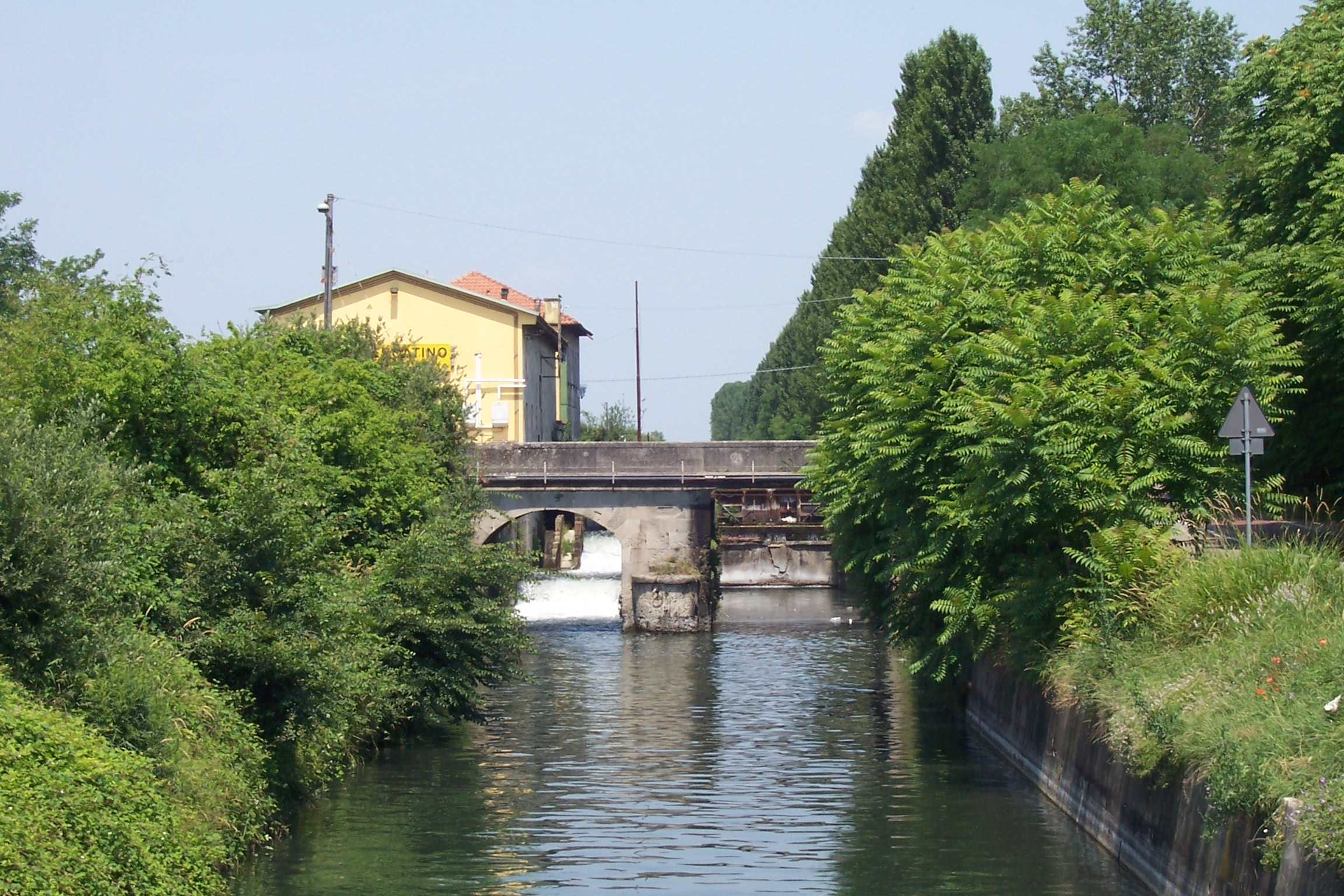
Il Naviglio Pavese a valle di Nivolto

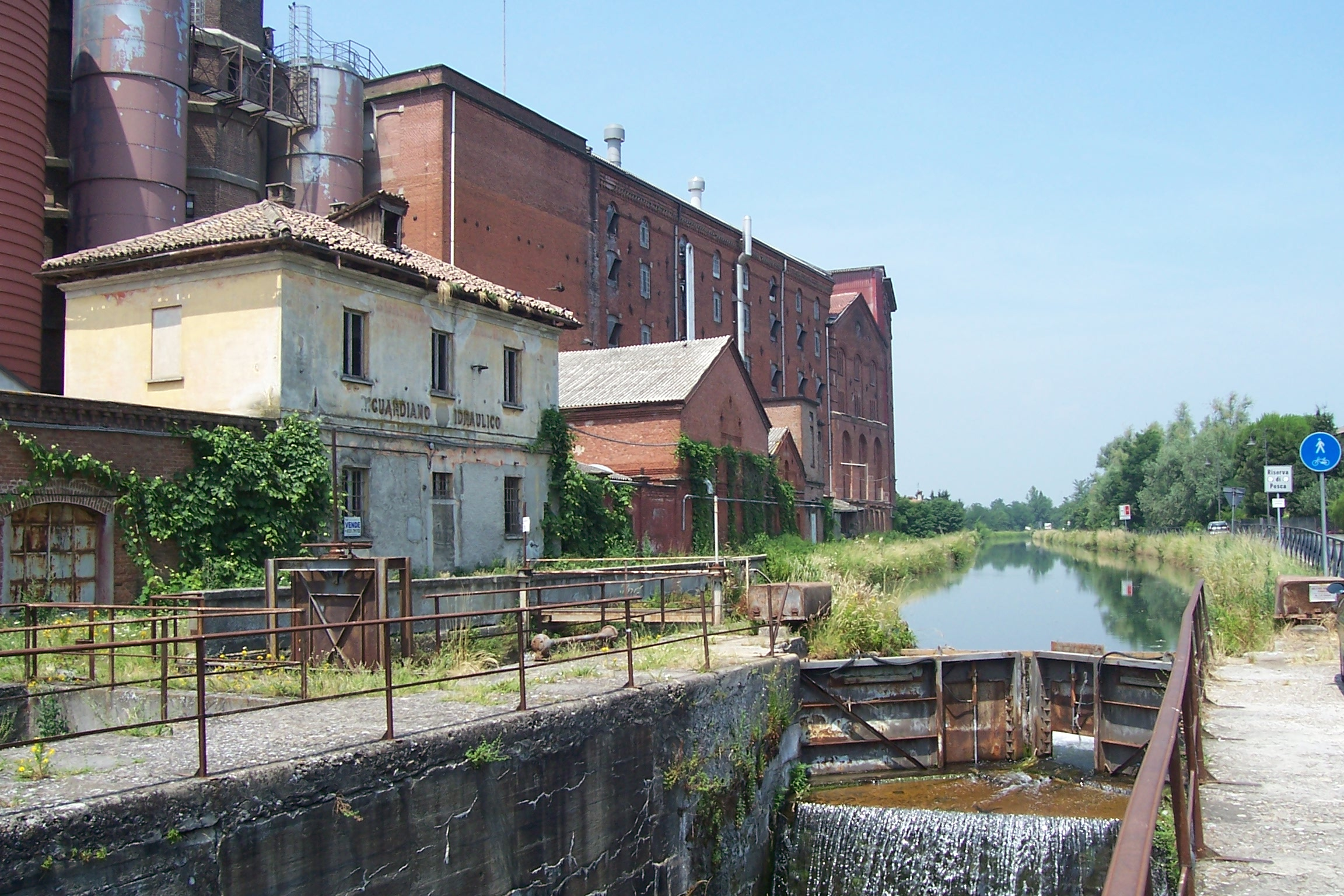
La casa del custode idraulico a Torre del Mangano (Certosa di Pavia), sotto i Molini Certosa

Per il considerevole numero di conche e per le pendenze molto limitate a paragone degli altri navigli, i tempi di discesa e di risalita erano abbastanza simili, un giorno e mezzo per le merci pesanti sia all'andata sia al ritorno al traino di due cavalli, con un costo medio relativo di 35 e di 60 lire. 
Le merci che scendevano il naviglio erano soprattutto carbone, calce, beole, granito, che venivano dagli altri canali, e concime di cui invece Milano, con il suo gran numero di cavalli, era un forte produttore. Risalivano, invece, legnami da fuoco e da costruzione, sale, laterizi e granaglie e, in generale, le mercanzie provenienti dal bacino del Po. Tutto particolare era il trasporto di farina dai Molini Certosa al magazzino milanese dell'azienda, in via Chiesa Rossa al civico 6.
Per i passeggeri nei giorni feriali si effettuavano tre corse nei due sensi: cinque ore e mezzo per discendere, in compagnia di due cavalli a bordo, sei per risalire, con i due cavalli all'attiraglio. La grande differenza nei tempi di percorrenza tra passeggeri e merci era dovuta solo in piccola parte alla maggiore speditezza delle corriere che in realtà avevano il loro "capolinea" nella parte settentrionale di Pavia e si risparmiavano così le ultime sei conche. Attorno alla metà del XIX secolo il costo per l'intero percorso era di 60 centesimi a persona.

### I piroscafi sul naviglio

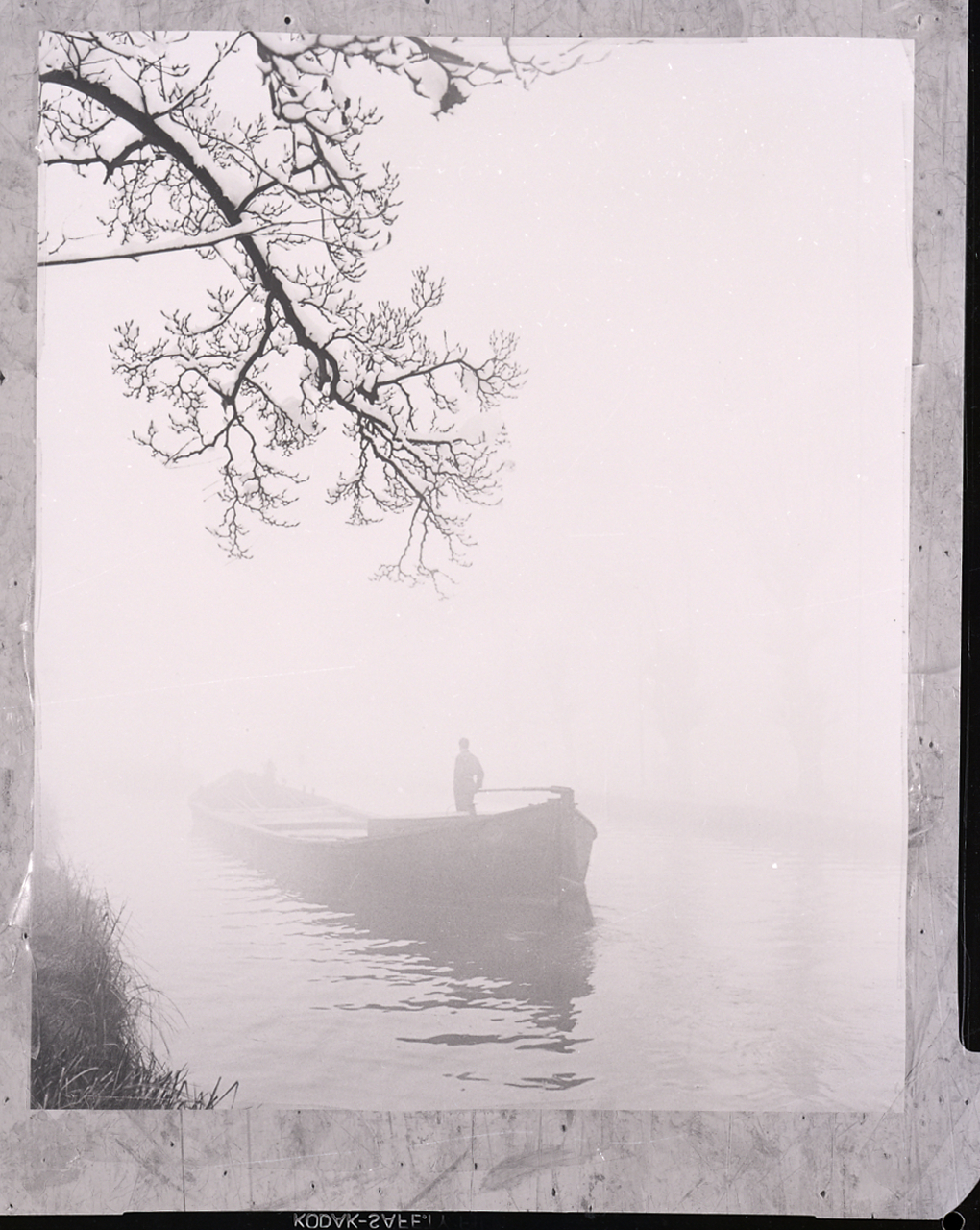
Imbarcazione sul Naviglio Pavese in una foto scattata da Paolo Monti nel 1965. Fondo Paolo Monti, BEIC

Non scarse, ma incerte e talvolta contraddittorie le notizie riguardo alla navigazione a vapore sui navigli. È certo che nel 1820 Federico Confalonieri e Luigi Porro Lambertenghi fondarono con altri "progressisti" milanesi una società per la navigazione a vapore tra Venezia e Milano con il piroscafo "Eridano" che già aveva viaggiato dalla Laguna fino a Pavia, ma dopo varie vicissitudini il viaggio inaugurale partì da Cremona! Francesco Ogliari registra però l'"Eridano" anche in rotta sui navigli.
Secondo il più volte citato Bruschetti, nel 1831 nella Darsena a Milano c'è il piroscafo "Arciduchessa" e sempre lo stesso Bruschetti narra di un suo viaggio in battello a vapore da Milano ad Abbiategrasso a bordo dell'"Elisabetta". 
In alcune fotografie della Darsena di Pavia si vede alla fonda il piroscafo "Contessa Clementina" che sempre l'Ogliari ci dice allestito nei cantieri milanesi della ditta Perelli e Paradisi nel 1844, attrezzato per il trasporto merci tra Milano, Pavia, Mantova e Venezia. Gli stessi cantieri di Milano avevano realizzato un secondo piroscafo (il "Pio IX") con le stesse caratteristiche e per lo stesso servizio. La notizia è confermata nel 1911 da Giacinto Romano, per il quale però Perelli e Paradisi appaiono più come gli armatori che non i costruttori dei piroscafi. 
Sta di fatto che il governo austriaco, preoccupato dell'uso che gli italiani possono fare della navigazione, riporta in mani austriache l'iniziativa, affidando il servizio al "Loyd Austriaco" che gestirà dal 1854 fino al 1859 una linea regolare da Trieste a Locarno via Venezia, Po, Pavia, naviglio Pavese, Milano, Naviglio Grande, Ticino, lago Maggiore, con il piroscafo "Verona".

## Un territorio un tempo considerato insalubre

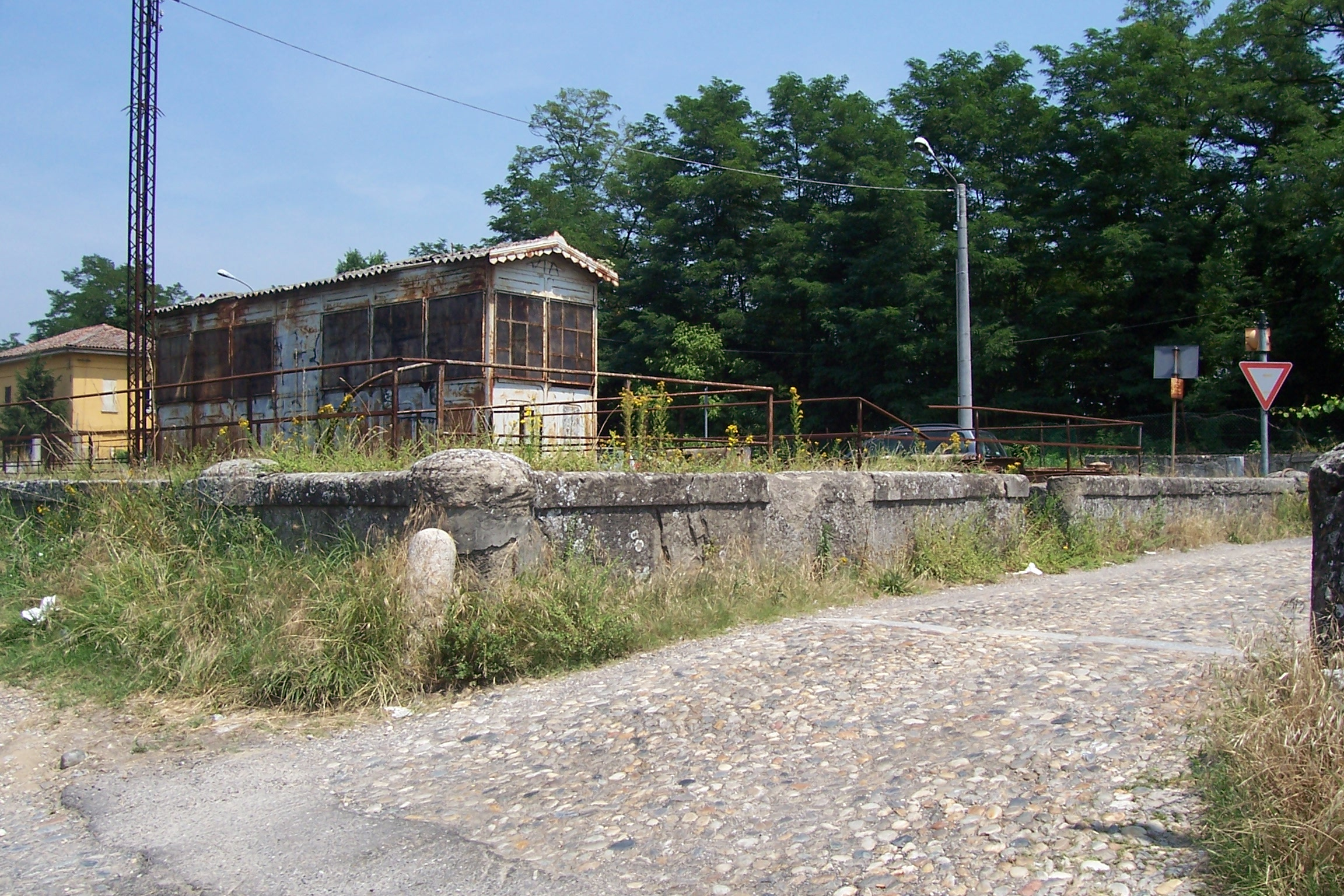
Il ponte alla conca del Cassinino, con l'acciottolato originale.

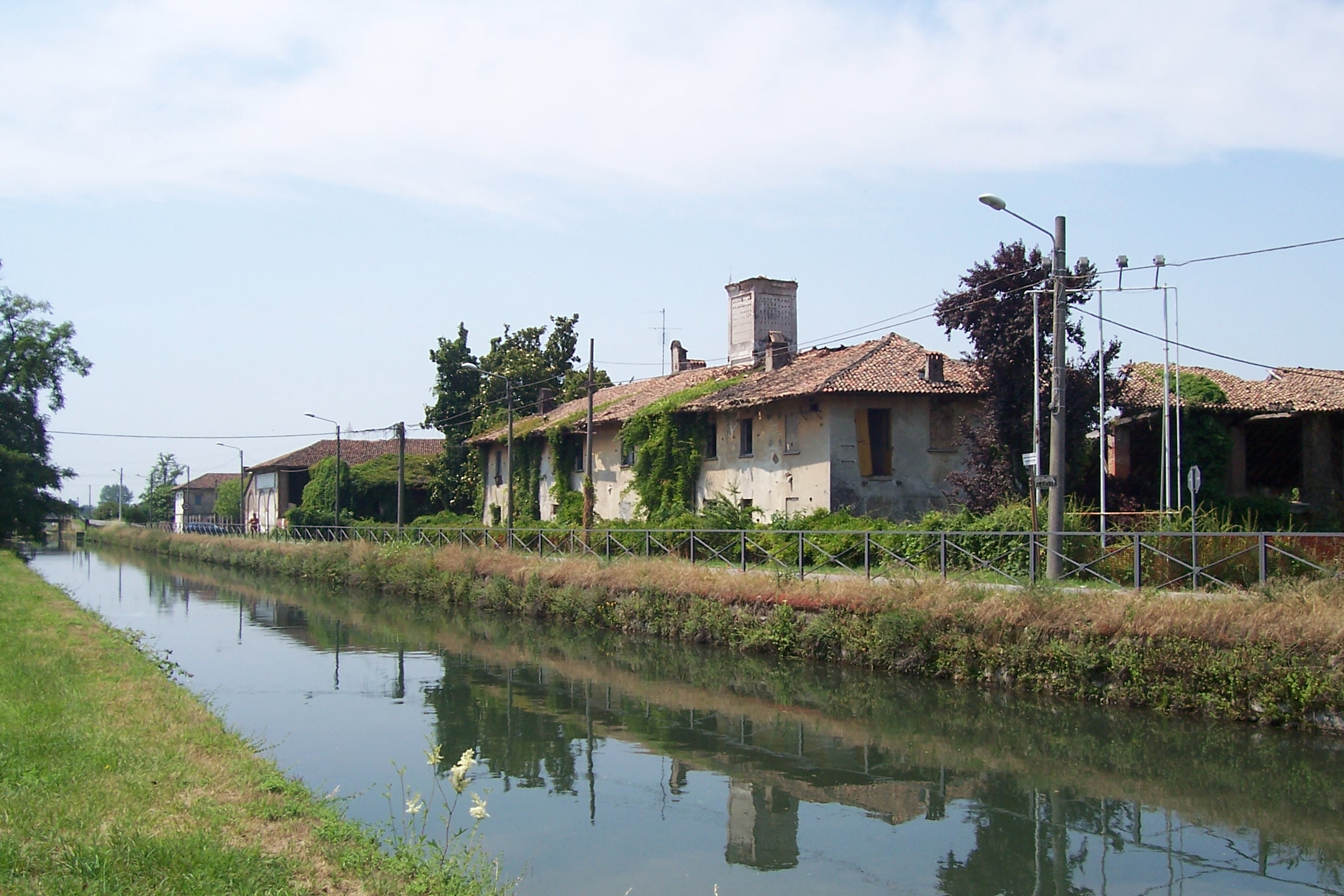
Una cascina sul naviglio Pavese a Moirago.

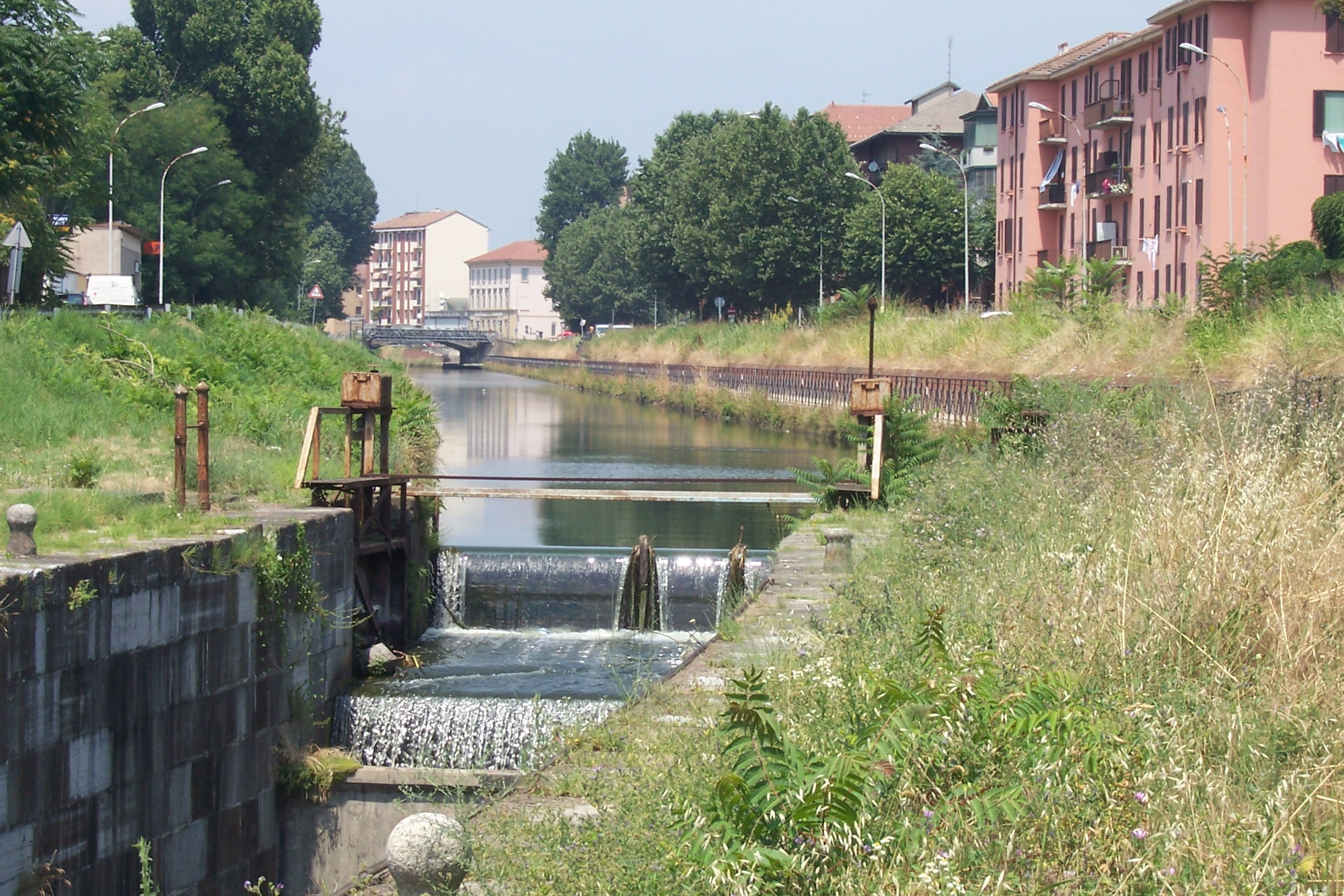
Pavia, la prima conca con il solo bacino di navigazione

Tra Milano e Pavia il Naviglio non incontra grossi centri urbani, con l'eccezione di Rozzano che attraversa marginalmente nella frazione occidentale di Valleambrosia. Neppure vi sono, a specchiarsi nelle sue acque, le residenze di campagna di nobili o ricche famiglie milanesi. A parte i diversi periodi storici in cui Naviglio Grande, Martesana e Naviglio Pavese sono stati realizzati, va considerato che le campagne a sud di Milano sono sempre state ritenute insalubri, afflitte da un clima insostenibile per l'umidità e i miasmi provenienti dalle risaie concimate in modo "naturale". 
Lo stesso capoluogo ha avuto, in quella direzione, uno sviluppo tardivo e nel territorio tra il naviglio e il Lambro, fino al Po, ritroviamo un gran numero di comuni con poche migliaia o addirittura centinaia di abitanti, spesso dispersi in frazioni. In questa zona l'agricoltura è ancora l'attività preminente e caratterizza il paesaggio con le sue cascine, le sue acque e i coltivi, le piccole strade vicinali.
Uscendo dalla Darsena, il naviglio, lungo il primo tratto della via Ascanio Sforza ravvivato dalla presenza di diversi barconi trasformati in bar e ristoranti, è ombreggiato da frequenti alberi spontanei, cresciuti sulla sponda, compresi piante infestanti come la robinia pseudoacacia e l'ailanthus, quest'ultima dall'invasività quasi incontrollabile. In questo contesto si inserisce la prima conca (la "Conchetta"), che è navigabile. Proseguendo il percorso verso Pavia si giunge alla Conca Fallata, che è praticamente ai confini di Milano. 
Già da Milano, il Naviglio Pavese attraversa per un lungo tratto il Parco Agricolo Sud Milano e dall'altezza della circonvallazione filoviaria è accompagnato da una pista ciclabile che arriva fino al Ponte Vecchio di Pavia. 
Eliminati nella primavera del 2010 gli inconvenienti che con la pioggia causavano l'allagamento permanente dei due sottopassi alla rotonda di Binasco, allagamento che comunque si ripresenta occasionalmente, la pista è agevolmente percorribile per l'intero tratto. Non è raro lungo l'itinerario, avvistare qualche airone cinerino o egretta bianca e addirittura, in piena estate, ammirare il volo di una delle cicogne che nidificano nella zona.

## La Conca Fallata e la sua centrale idroelettrica

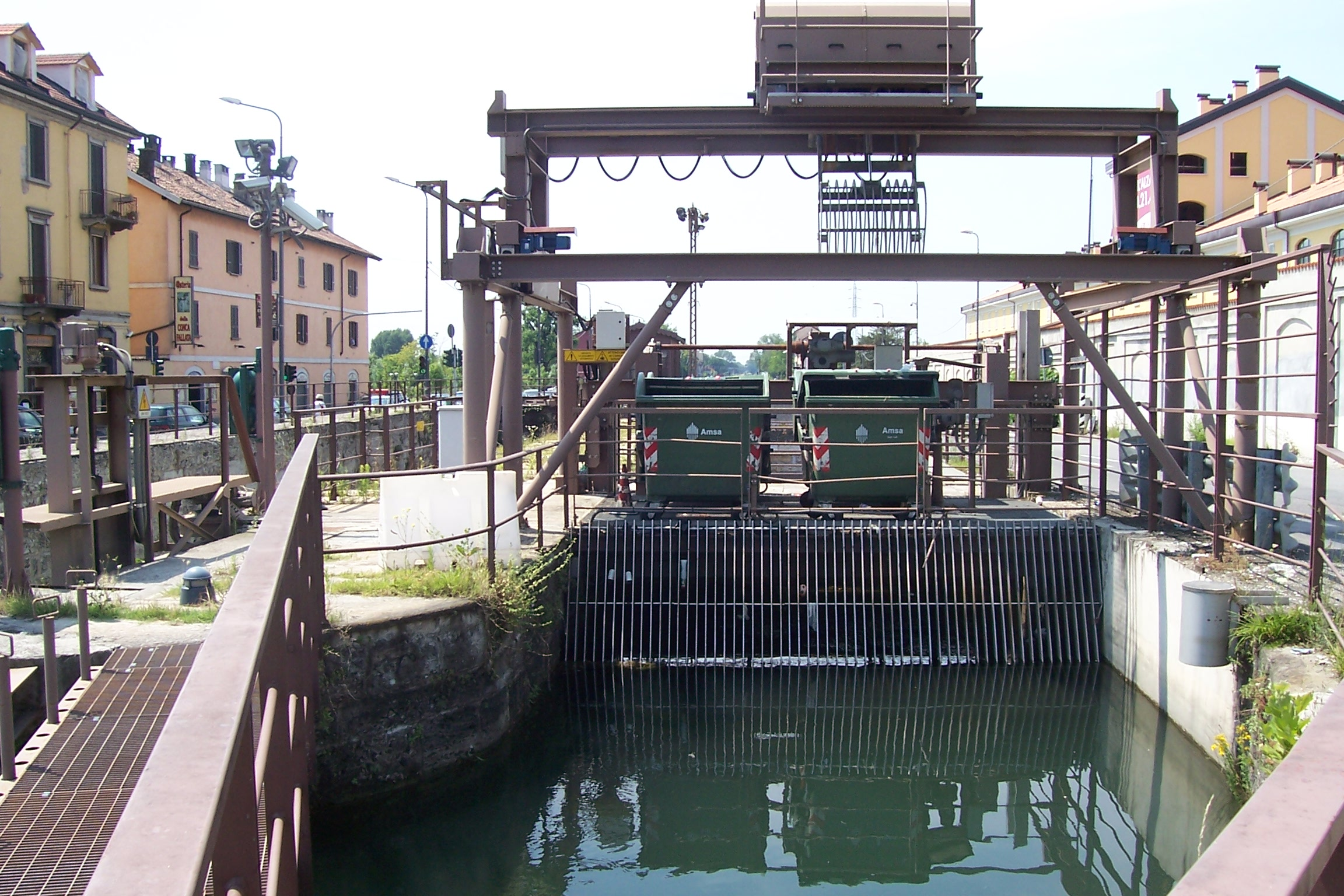
L'incastellatura della centrale elettrica alla Conca Fallata.

Dal bacino libero della Conca Fallata emerge un notevole intrico di carpenteria metallica: si tratta delle sovrastrutture della mini centrale idroelettrica che vi è stata costruita. Per anni il progetto di sfruttamento del salto d'acqua e del parallelo restauro della conca rimase nel cassetto, fino a quando si fece avanti l'allora Azienda Energetica Municipale. È cambiato il nome dell'azienda, che oggi si chiama "a2a" ed è una multiutility che agisce in gran parte d'Europa e al posto delle Cartiere Binda si erge un quartiere che nel 2003 il comune aveva definito "un avamposto della città costruita" e oggi nelle pieghe del Master Plan dei Navigli è previsto un analogo recupero delle altre conche con un salto rilevante.

## Pavia e l'avversione al naviglio

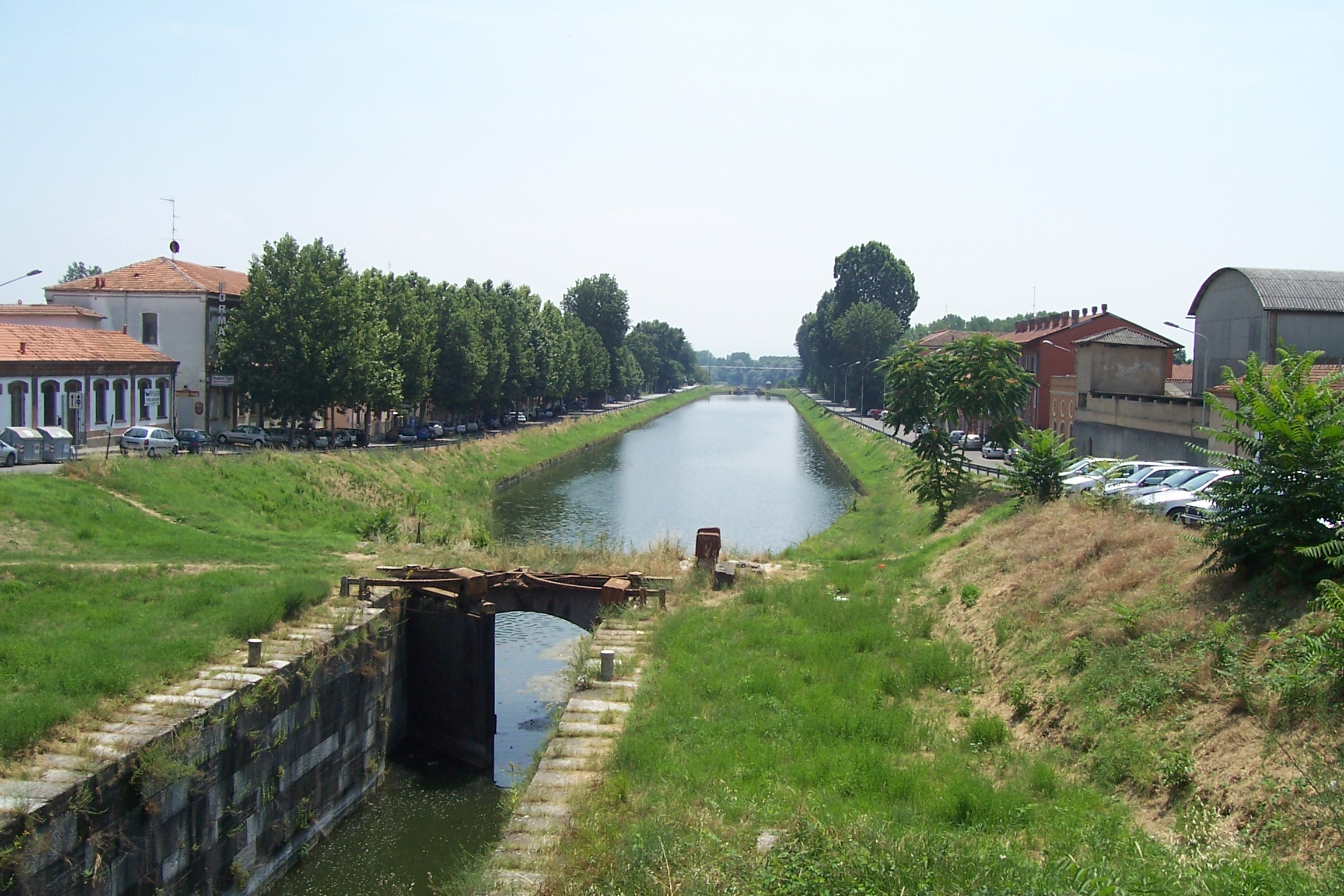
Il penultimo bacino.

Come si è visto ripercorrendone la storia, Pavia non fu mai favorevole alla via d'acqua diretta tra il suo fiume e il capoluogo lombardo. Ancora nel tardo Settecento, quando il governo austriaco, malgrado i propositi dell'imperatrice che morirà nel 1780, optò per la costruzione del naviglio di Paderno, le rimostranze di Pavia non furono estranee a quella scelta. Non ebbe poi modo di opporsi alla risolutezza napoleonica e quando il Bonaparte cadde e tornarono gli austriaci, i lavori erano troppo avanzati perché se ne potesse chiedere la sospensione. 

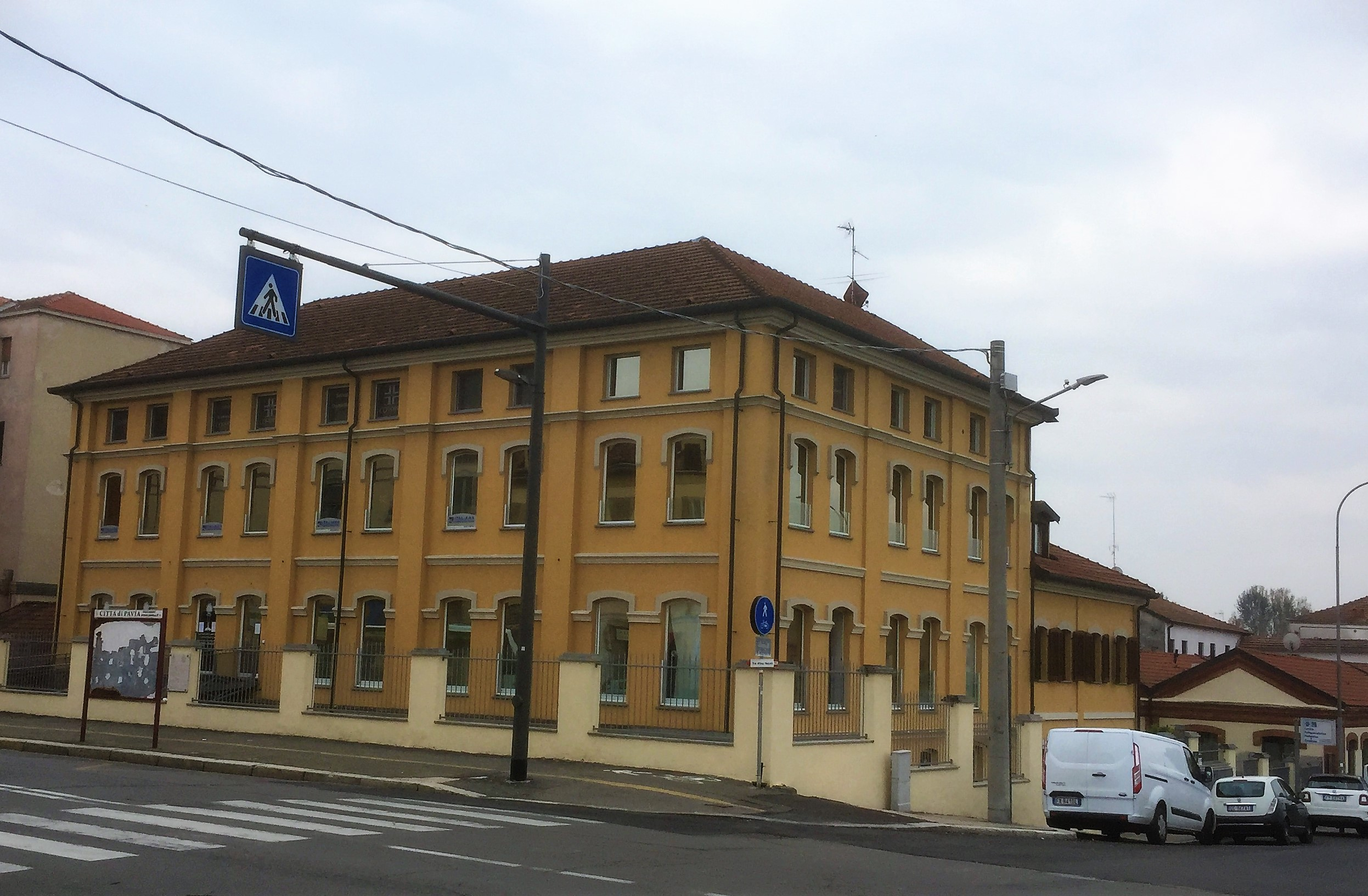
Le ex officine elettrotecniche Nazionali Einstein- Garrone

Poi, con l'apertura del canale, dalla Certosa al Ticino, si moltiplicarono le iniziative "industriali", favorite dalla forte caduta di livello e dai progressi dell'idraulica in grado di sfruttare meglio la potenza dell'acqua trasformandola in forza motrice: dei molini, dei magli, delle tessiture, dei canali sussidiari, delle condotte forzate oggi non resta nulla se non i Molini Certosa, che, quando nacquero, quasi alla fine del XIX secolo, erano azionati dalle acque del naviglio. Sempre lungo il naviglio l'imprenditore tedesco Hermann Einstein, padre del famosissimo scienziato Albert, fondò a Pavia nel 1894 le officine elettrotecniche nazionali Einstein-Garrone. 

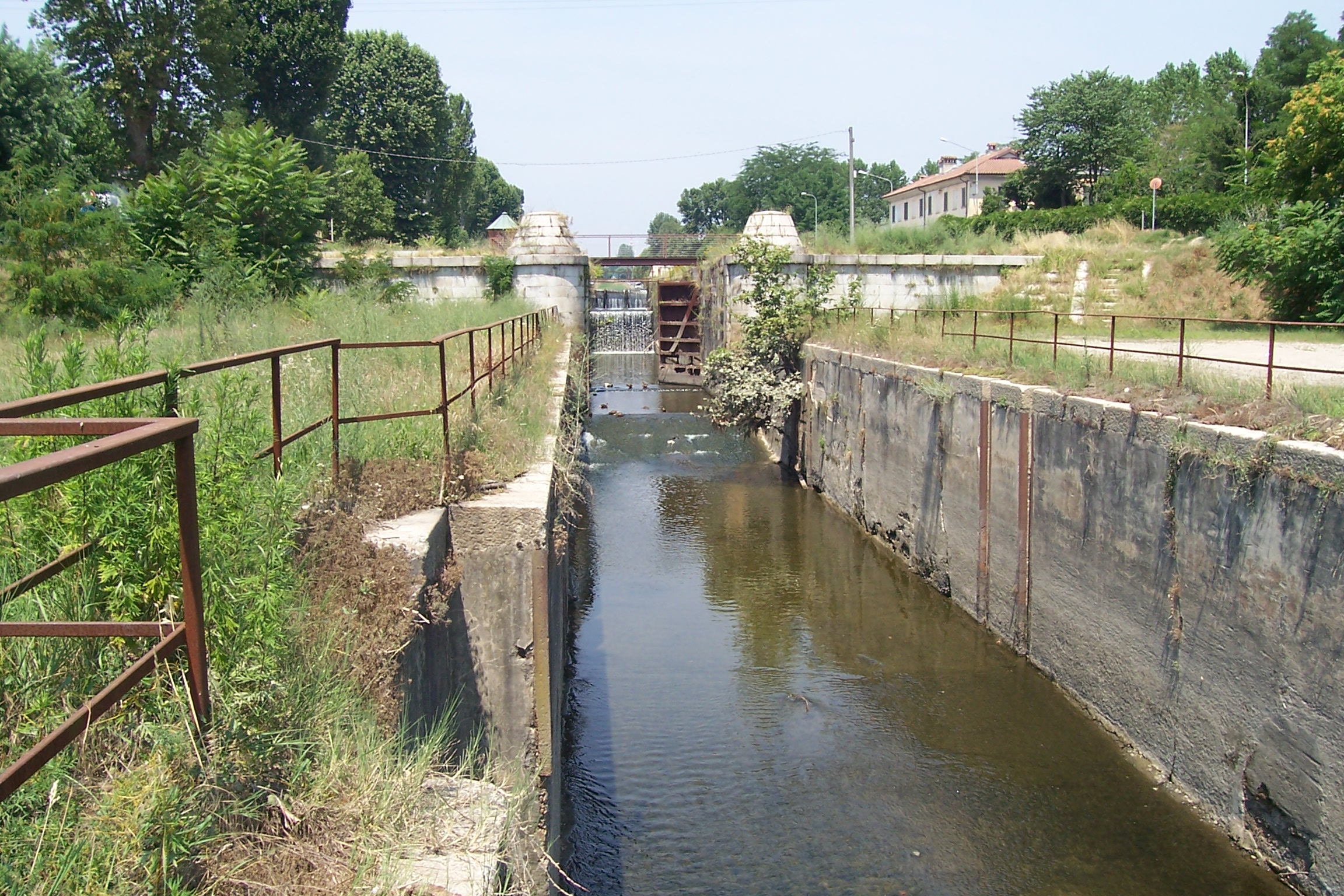
L'ultima conca che scende al Ticino.

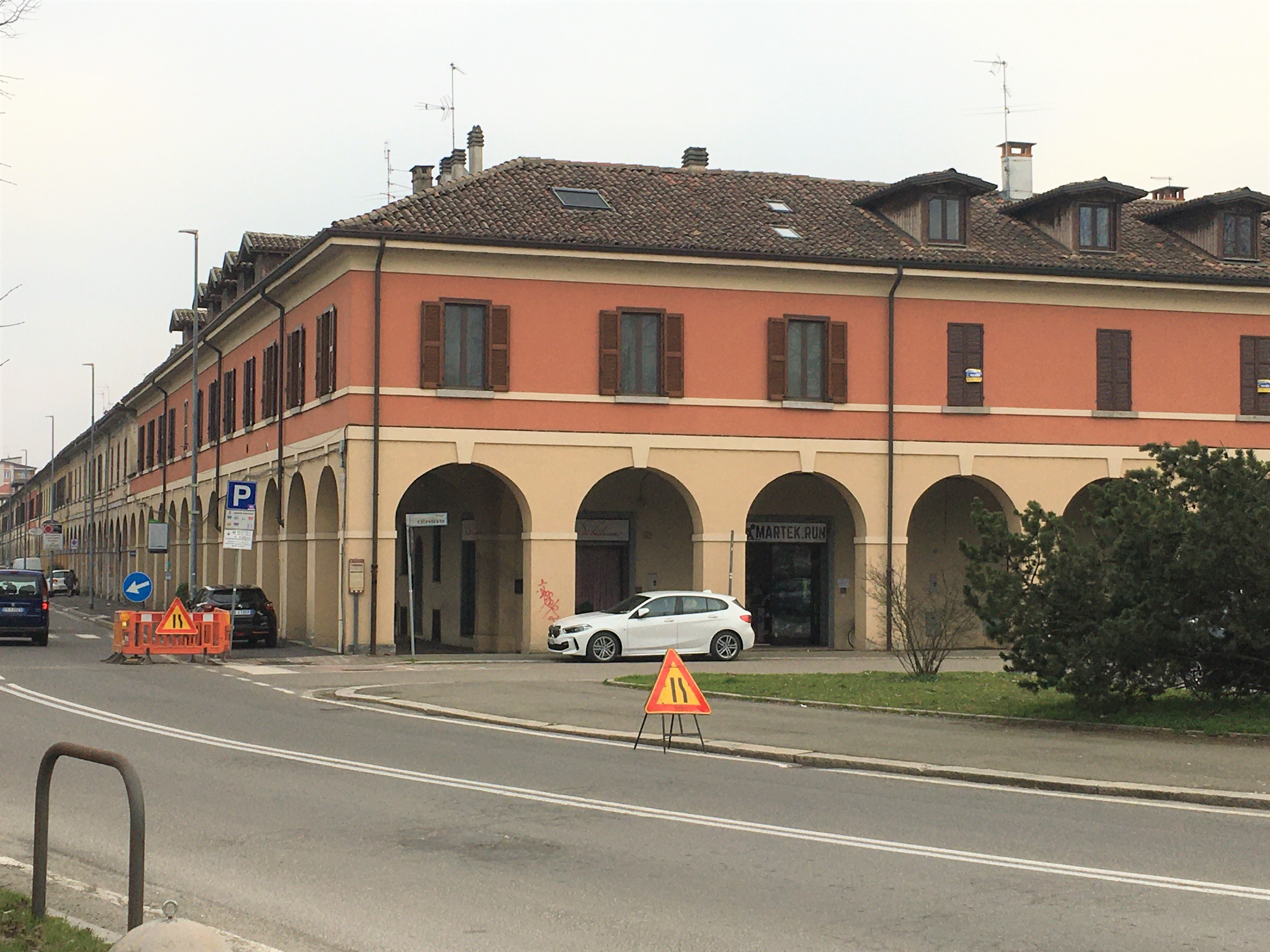
I magazzini di Borgo Calvenzano.

Nel 1816, alle spalle del castello, in bordura al naviglio, sorse il complesso di Borgo Calvenzano, che sopravvive ancor oggi, anche se nei suoi lunghi portici e nella geometria dei suoi edifici recuperati ad usi civili è difficile rintracciarne le originali strutture di supporto alla navigazione interna. Vi erano magazzini per il ricovero e lo smistamento delle merci in transito, officine per la manutenzione e le riparazioni alle barche, uffici di spedizionieri e doganieri, scuderie per i cavalli di traino, ricoveri e alloggi per "marinai" e cavallanti e la struttura crebbe per tre decenni, creando all'intorno quello che oggi si chiamerebbe un notevole indotto. 
Neppure l'arrivo a Pavia della ferrovia nel 1862 portò la navigazione a esaurire la sua funzione che si protrasse, seppure in calando fino alla metà del XX secolo. A nessuno venne in mente che Pavia era al centro di uno snodo trasportistico del quale forse valeva la pena approfittare. Al contrario, il Piano regolatore generale del 1933 caldeggiava la chiusura del naviglio perché costituiva un ostacolo all'espansione dell'abitato. Successivamente, nel 1964, fu Pavia il primo comune a chiedere il declassamento del naviglio a canale con sole funzioni irrigue. Tale declassamento fu concesso nel 1979.
Di questa "estraneità" al naviglio si avvertono anche oggi le conseguenze. Il sistema delle ultime conche era stato disegnato, oltre che in modo ineccepibile dal punto di vista idraulico, con una ragguardevole ricerca architettonica e se ben conservato e collocato nella sua ambientazione originaria avrebbe un valore estetico e culturale di non secondaria importanza. Nonostante le tracce di interventi mai portati ad una conclusione ragionevole, il degrado del sistema è, nel Pavese e a Pavia in primis, particolarmente accentuato.

### Esplicative
1. ↑  a Milano
2. ↑  a Pavia 2.0
3. ↑  È la Strada statale 35 dei Giovi.
4. ↑  Un altro simile parco era stato realizzato a Milano attorno al castello di porta Giovia e per questo era stato costruito un aqueducto dall'Adda.
5. ↑  Cum advisamentis et partecipatione Bertolae de Novate dilectis civis nostri Mediolani
6. ↑  Di crepacuore, oberato di debiti e accusato di incapacità per non essere riuscito nella realizzazione del naviglio di Paderno.
7. ↑  Realizzato dallo scultore Giacomo Novi, il monumento fu rimosso nei 1863, ma alcune sue parti sono conservate al Museo Civico al Castello Sforzesco.
8. ↑  1797, Repubblica Cisalpina, 1802 Repubblica Italiana, 1805 Regno d'Italia.
9. ↑  Il Prony mal si adattava all'abitudine, tutta italiana, di costruire canali a un tempo irrigatori e navigabili e giudicava irrealizzabili conche con un salto superiore ai tre metri. Ai nostri ingegneri occorse un anno e mezzo per convincerlo.
10. ↑  La tranvia Milano-Pavia, a vapore, entrò in funzione nel 1880
11. ↑  la prima esperienza di successo fu ottenuta da Robert Fulton sul fiume Hudson negli USA
12. ↑  In casa dei conti Lambertenghi era istitutore Silvio Pellico.
13. ↑  Le ripercussioni maggiori si ebbero nel 1929 con la chiusura della fossa interna a Milano

### Bibliografiche
1. ↑  http://www.amicideinavigli.org/documenti/Costi%20per%20il%20ripristino%20dell'idrovia%20Locarno-Milano-Venezia.pdf[collegamento interrotto]
2. ↑   Copia archiviata, su amicideinavigli.org. URL consultato il 24 giugno 2010 (archiviato dall'url originale il 29 giugno 2011).
3. ↑   Locarno - Venezia lìitinerario, su digilander.libero.it. URL consultato il 23 maggio 2022.
4. ↑   Ripa, in Treccani.it – Vocabolario Treccani on line, Roma, Istituto dell'Enciclopedia Italiana. URL consultato l'11 febbraio 2018.
5. ↑  "Historia di Milano vulgarmente": Il naviglio che da Pavia andava a Milano.
6. 1 2 3 4 5 6 7 8 9 10 11 12 13 14 15 16 17  Tettamanzi, «Da Milano all'Adriatico attraverso il Naviglio Pavese».
7. ↑  Tutti questi documenti vengono integralmente riportati da Giuseppe Bruschetti nella "Istoria della navigazione nel Milanese", 1864.
8. ↑  Notizie naturali e civili su la Lombardia
9. ↑  Storia di Milano e sua provincia, 1857
10. ↑   La Darsena, su vecchiamilano.wordpress.com.
11. ↑  Bruschetti, opera citata.
12. ↑  Guerra di successione spagnola.
13. ↑   Paolo Frisi, su melegnano.net. URL consultato il 27 giugno 2010 (archiviato dall'url originale il 24 luglio 2008).
14. ↑  Giuseppe Bruschetti, opera citata.
15. ↑   LA NAVIGAZIONE SUL FIUME POE IL CONTRIBUTO DEL LLOYD AUSTRIACO (PDF), su cherini.eu.
16. ↑  I dati sono tratti da "Lezioni di aritmetica" di Giovanni Gorini, ad uso dei ginnasi del Regno Lombardo Veneto. Pavia, dalla tipografia di P. Bizzoni, 1827, lire 2,20 austriache.
17. ↑  Da Giovanna Tonelli, "Ricchezza e consumo, il lusso in una famiglia nobile Milanese all'inizio dell'800".
18. ↑  Carlo Cattaneo, opera citata.
19. ↑  Archivio Corriere della Sera
20. ↑  Francesco Ogliari e Angelo Cremonesi, Milano e i suoi navigli, Selecta edizioni, Pavia, 2009.
21. ↑  Milano e i suoi navigli.
22. ↑  Pavia nella storia della navigazione fluviale.
23. ↑  Antonello Boatti, Quante occasioni sprecate!, articolo 15 aprile 2010.
24. ↑   Deserteur, Guerra chimica all'ailanto, su Verso il baratro, 28 agosto 2008. URL consultato il 23 maggio 2022.
25. ↑   Parco Agricolo Sud Milano: L'Area Protetta, su www.parks.it. URL consultato il 23 maggio 2022.
26. ↑  http://www.sorellanatura-acqua.org/index.php?title=Energia_idroelettrica_da_piccoli_dislivelli:_la_Conca_Fallata[collegamento interrotto]
27. ↑  COMUNE DI MILANO - P.I.I. Alzaia Naviglio Pavese, 260 - ex Cartiera Binda
28. ↑   MASTER PLAN NAVIGLI - Le Competenze, su naviglilive.it. URL consultato il 30 giugno 2010 (archiviato dall'url originale il 31 marzo 2009).
29. ↑  Architetto Carlo Morandotti
30. ↑  Ogliari-Cremonesi, opera citata